# Písek (město)
Písek (německy Pisek) je město ve stejnojmenném okrese v Jihočeském kraji, 44 km severozápadně od Českých Budějovic, na řece Otavě. Žije zde přibližně 31 tisíc obyvatel, je to třetí největší město kraje. Písek byl založen v roce 1243 a jeho historické jádro je městskou památkovou zónou.
Od středověku do 19. století byl městem krajským, sídelním městem Prácheňského kraje. V Písku se nachází kamenný most ze 13. století, který je nejstarším českým stojícím mostem. Dalšími pamětihodnostmi jsou královský hrad, gotický kostel Narození Panny Marie s hodinovou věží, což je dominanta města, a několik úseků zachovaných hradeb, jejichž převážná část však byla během průmyslové revoluce zbořena.
O Písku se vzhledem k relativně vysokému počtu středních škol někdy říká, že je to město univerzitního charakteru. Skutečná univerzita se ve městě nenachází, ale od roku 2003 zde působí soukromá vysoká škola, Filmová akademie Miroslava Ondříčka, vzniklá z VOŠ. Písek má dvě divadla, kulturní dům, nemocnici, fotbalový stadion a důležitý zemský plemenný hřebčinec. Centrum města spolu s širším okolím je do značné míry rekonstruované. Na podporu rozvíjejícího se cestovního ruchu se ve středu města nachází infocentrum, a sice v objektu bývalé sladovny společně se zařízením pro děti.

## Historie

### Pravěk a středověk
Lidé se v písecké kotlině poprvé objevili na sklonku starší doby kamenné a usadili se severně od dnešního města. Prvními lidmi, kteří vstoupili na místo pozdějšího středověkého města, byli Keltové. Na poli mezi Hradištěm a Putimí byly nalezeny dvě mohyly s keltským pokladem. Nejvzácnější byla kovová tepaná zobákovitá konvice, dále několik zlatých prutů a zlaté a stříbrné ozdoby.
Podnětem pro založení Písku bylo nerostné bohatství v podobě zlatonosného písku. Patrně již od konce 12. století stála rýžovnická vesnice na pravém břehu řeky Otavy. Vzniklá osada se jmenovala „Na Písku“. Později se z osady stala trhová ves s kostelem sv. Václava. Písecká těžba zlata skončila v 16. století a několik pokusů o její vzkříšení nesplnilo očekávání. Jméno města je tak odvozeno od rýžování zlatonosného písku.

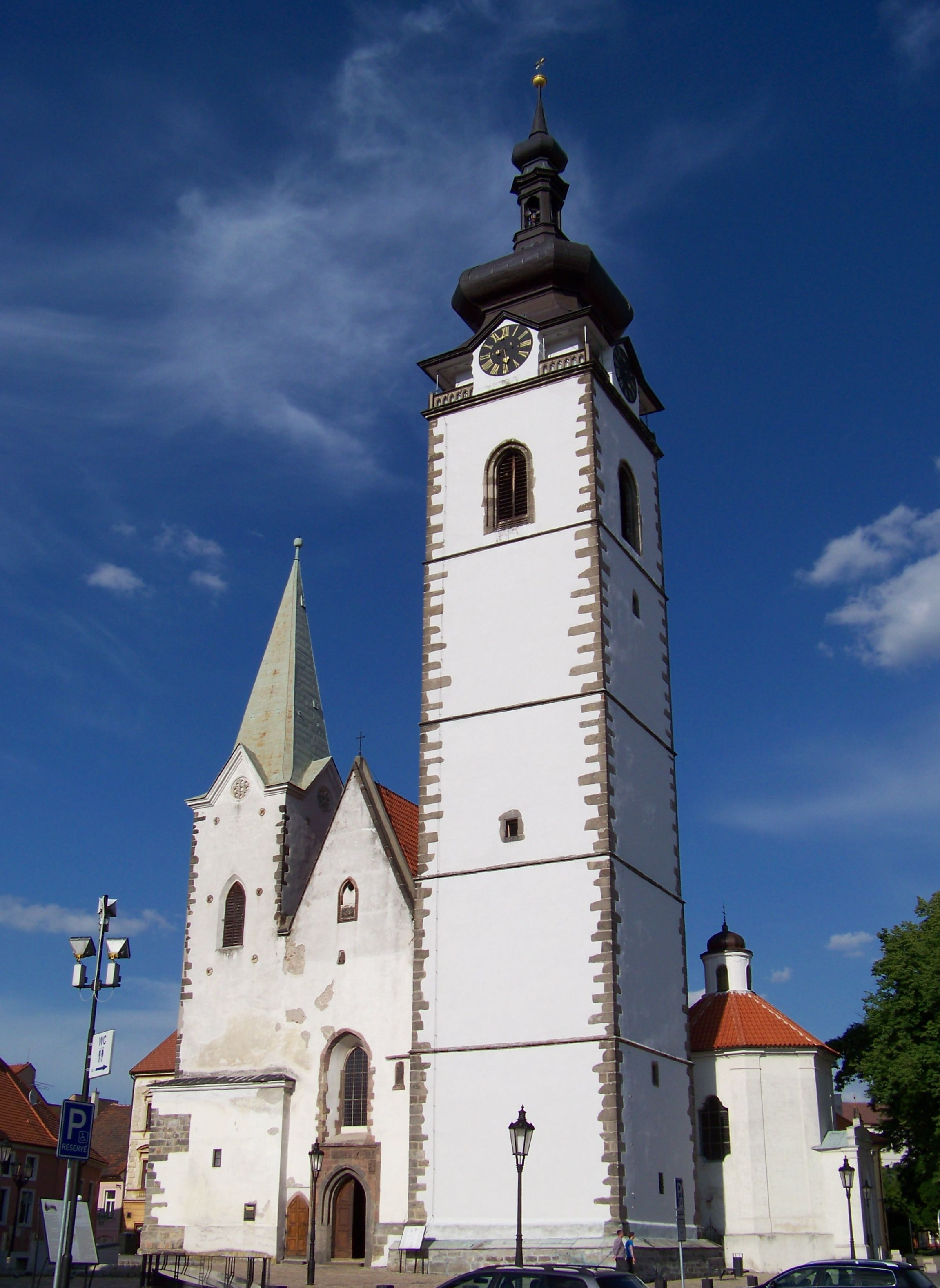
Kostel Narození Panny Marie

Město Písek bylo poprvé zmíněno v datační formuli listiny krále Václava I. vydané roku 1243, který začal nedaleko osady na skalnatém břehu stavět hrad. Lokace města mohla proběhnout již v závěru vlády Václava I., ale vlastní budování bylo zásluhou až jeho syna Přemysla Otakara II., který okolo roku 1254 založil hrazené královské město s královskou mincovnou. Ve městě pobýval hned dvacetkrát, jeho pobyty byly i několikaměsíční a často na zdejším hradě přijímal zásadní panovnická rozhodnutí. V letech 1258–1265 král v Písku pobýval s jedinou výjimkou každoročně.

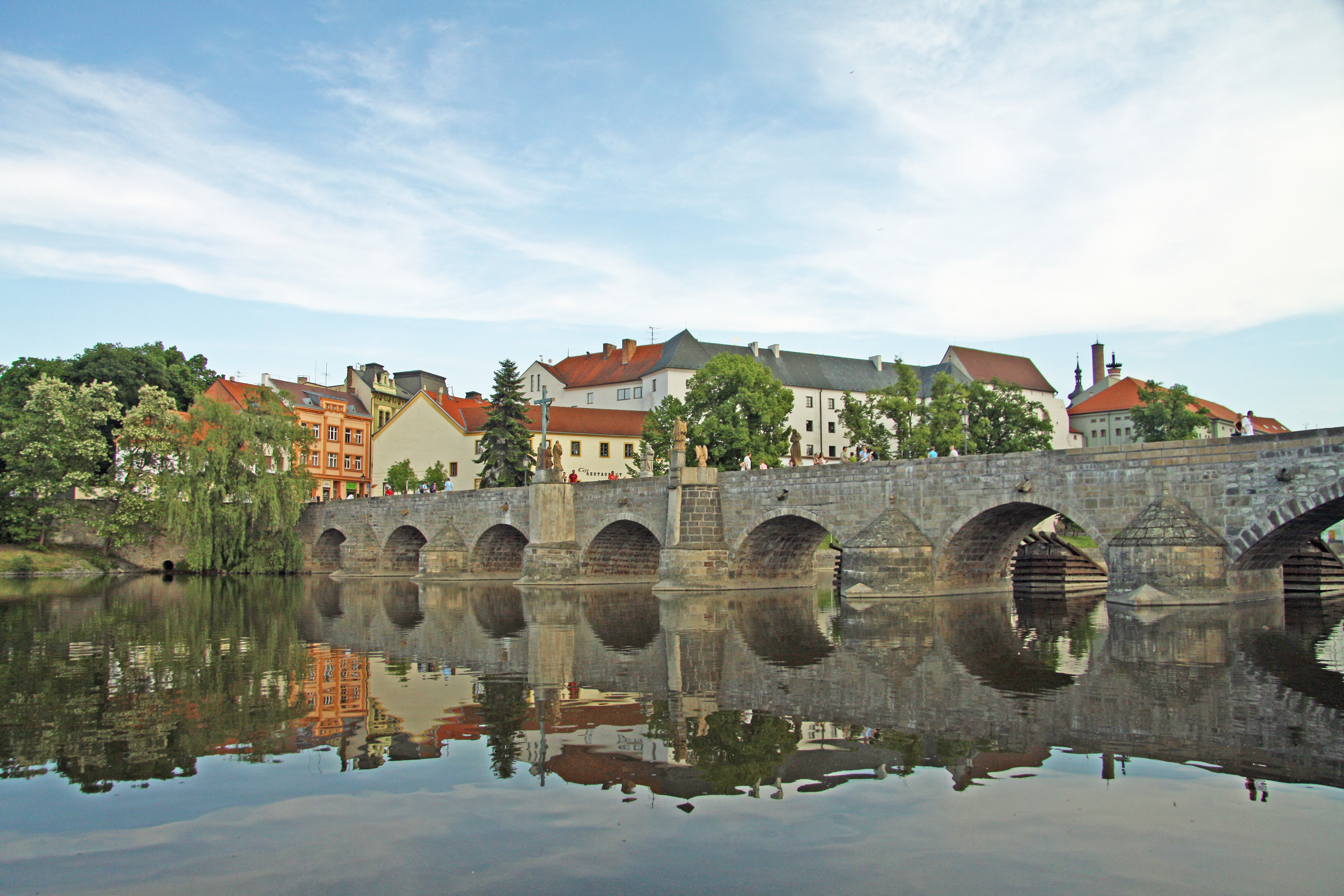
Kamenný most v Písku

Město nebylo založeno jen pro těžbu zlata. Mělo zároveň ochraňovat obchodní Zlatou stezku, která v těchto místech překračovala Otavu, a také být základnou královské moci. Právě pro tuto stezku byl postaven slavný kamenný most (zvaný též Jelení), nejstarší v Česku. Přesné datum stavby není známo, ale respektovaný odhad kamenosochaře Karla Vlačihy je třetí čtvrtina 13. století. Všechny hlavní budovy (městský hrad, most, farní kostel Narození Panny Marie, dominikánský klášter, rychta) vyrostly společně s opevněním snad v průběhu pouhých dvou desetiletí. To byla doba rozkvětu Písku, který tehdy patřil k nejpřednějším městům v království a dosáhl významu, jenž se již nikdy neopakoval.
Když král založil na levém břehu řeky Nový Písek, osada Starý Písek si výslovně nepřála být s Novým Pískem spojována, a proto král obyvatelům Starého Písku garantoval samostatnost. Nový Písek však ve 13. století převzal roli sídla Prácheňského kraje, kterou do té doby plnil hrad Prácheň. Starý a Nový Písek splynuly až po staletích.
V roce 1327 propůjčil městu Jan Lucemburský městská práva Starého Města pražského (právo vybírat mýto, osvobození od cla a mýta, mílové právo, zřídit solný sklad, obilnice – největší v Čechách v té době, atd.). V Písku krátce pobýval jak Jan Lucemburský, tak i Karel IV., který potvrdil Nový Písek jako hlavní město Prácheňského kraje. Král Václav IV. do města často zajížděl a byl posledním panovníkem, který pobýval na zdejším hradě.

### Husitské období

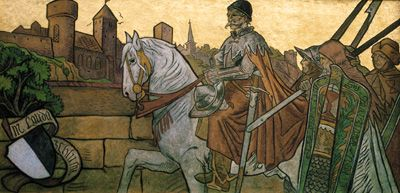
Matěj Louda z Chlumčan

V letech husitských válek hrál Písek významnou roli a stál již od počátku na straně reformního hnutí. Písečtí obyvatelé se jako jedni z prvních hlásili k husitskému hnutí.
20. srpna 1419 úspěšně zaútočili Písečtí na dominikánský klášter a následně jako jedni z prvních se připojili k Jednotě táborské. Podobně jako v Táboře i v Písku byly umístěny kádě, do kterých občané odevzdávali své bohatství ve prospěch města. Písek má před Táborem dokonce prvenství ohledně těchto kádí.
Během husitství byl ve městě častým hostem Jan Žižka, na podzim roku 1420 to bylo jeho hlavní sídlo. Vládcem Písku se v té době stal husitský hejtman Matěj Louda z Chlumčan. Ve městě na faře působil také první a poslední biskup bratrstva Mikuláš z Pelhřimova. V únoru 1422 se v Písku konala synoda táborských kněží, na níž Mikuláš obhajoval svůj názor, že jedinou normou křesťanského života je Nový zákon. Dalším významným husitou pobývajícím v Písku byl Chval Řepický z Machovic. Zvláštností husitské éry v Písku bylo, že se městu vyhýbaly vojenské střety a pokusy o dobytí. Nejbližším ozbrojeným střetnutím byla bitva u Sudoměře. Písečtí zůstali myšlenkám husitství věrni až do konce. Po vojenské porážce Tábora Jiřím z Poděbrad došlo po výhrůžce k dohodě krále i s Píseckými.
V následujícím období došlo k nebývalému rozkvětu města, který umožnil městu v roce 1509 koupit královský hrad v Písku a královské panství. Písecký majetek a vliv sahal od Mirotic až k Protivínu. Roku 1532 zachvátil město veliký požár, který poničil velkou část města.

### Pod Habsburským žezlem
Po pražské defenestraci roku 1618 se Písek přidal na stranu český stavů. To mělo za následek vypálení píseckých předměstí a okolních vesnic císařskými oddíly v březnu 1619. V průběhu třicetileté války bylo město několikrát obléháno, ostřelováno a nakonec vydrancováno postupně generálem Buquoyem, Mansfeldem a rok nato Maxmiliánem Bavorským. Během každého dobytí bylo město vypáleno a obyvatelstvo téměř vyvražděno. Nejstrašnější pogrom prý přežilo jen dvacet mužů.

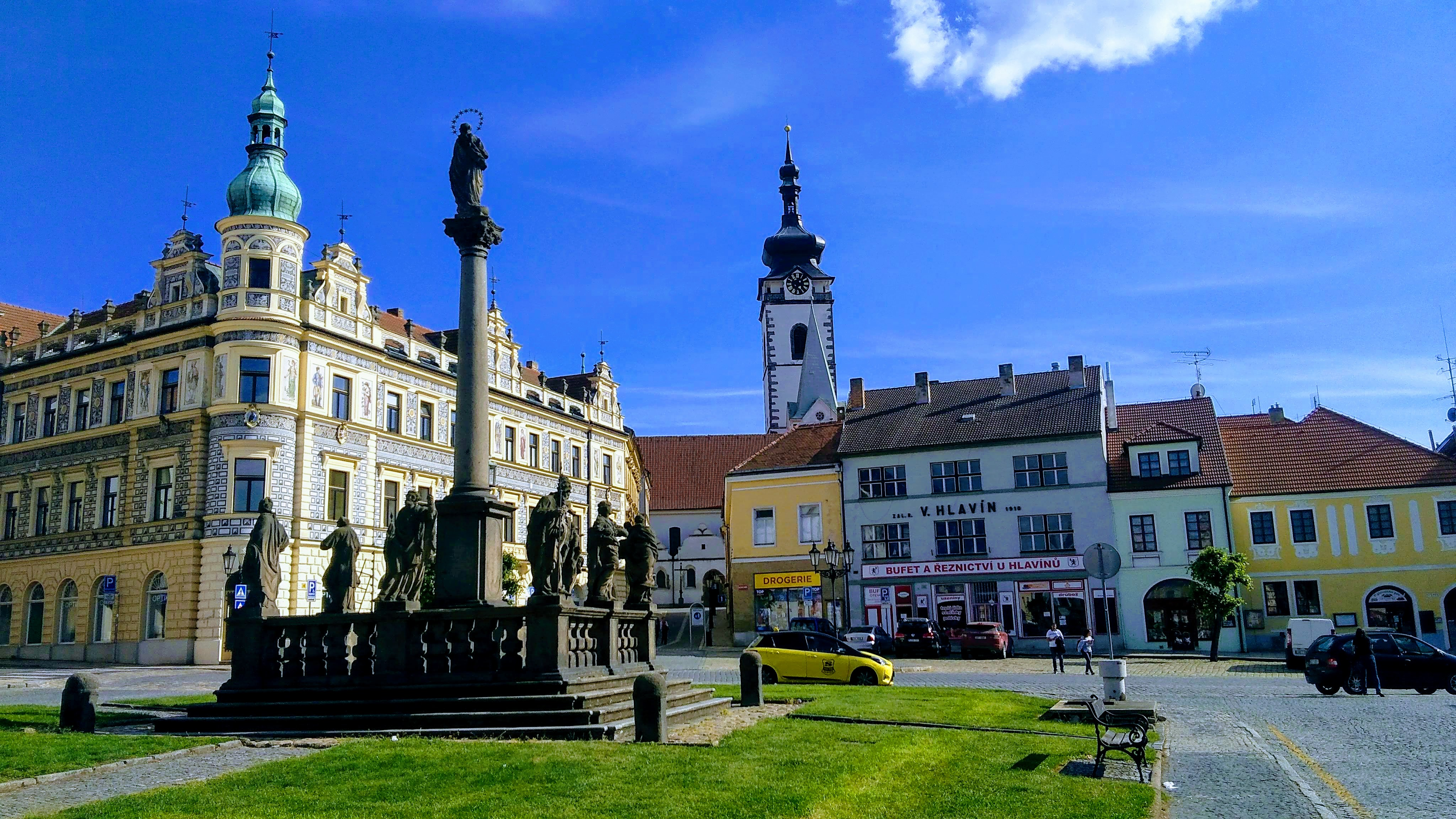
Mariánské sousoší z roku 1715

Roku 1623 byl dosazen jako správce města císařský generál Martin de Hoeff-Huerta, Holanďan ve španělských službách, lidově přezdívaný „Poberta“, který pomocí tyranizování obyvatelstva začal Písecké obracet na katolickou víru a měl na svědomí ožebračení města. Rok po správcově smrti bylo město opětovně ustanoveno jako krajské město a roku 1641 mu byly navráceny některé královské výsady, ale s výslovným dodatkem, že je může využívat jen katolické obyvatelstvo města. Počátkem 18. století došlo k finančním problémům města a k řádění moru v okolí, avšak díky účinnému "lockdownu" se Píseckým podařilo epidemii ubránit. Jako projev díku, že bylo město uchráněno, nechali Písečtí vystavět na Malém (Alšově) náměstí mariánské sousoší.
Znovu byl Písek postižen válkou v letech 1741 až 1742, kdy zde byla umístěna francouzská posádka, vracející se z Prahy, proti které vyrazilo rakouské vojsko. Ve dnech 27. a 28. prosince byla v okolí města svedena tzv. bitva u Písku, která si celkově vyžádala více než 500 obětí na obou stranách. Písečtí se báli, že bude město opětovně dobyto, vypáleno a zničeno, a proto slíbili Panně Marii, že když bude město ušetřeno, budou každoročně provozovat městskou slavnost. Ta se pak konala po dlouhá století (za komunistického režimu byla zakázána, ale po roce 1991 obnovena). Roku 1778 bylo ve městě zřízeno gymnázium, roku 1860 přibyla česká reálka a roku 1866 bylo na radnici zřízeno české úřadování. V roce 1861 byla zřízena první česká vyšší dívčí škola, roku 1870 první škola rolnická, roku 1884 škola revírnická a v roce 1899 první škola lesnická.

V roce 1861 byl v Písku postaven klasicistní pomník od Emanuela Maxe k uctění památky 872 vojáků píseckého pěšího pluku č. 11, kteří padli  v bitvách u Melegnana a Solferina. 

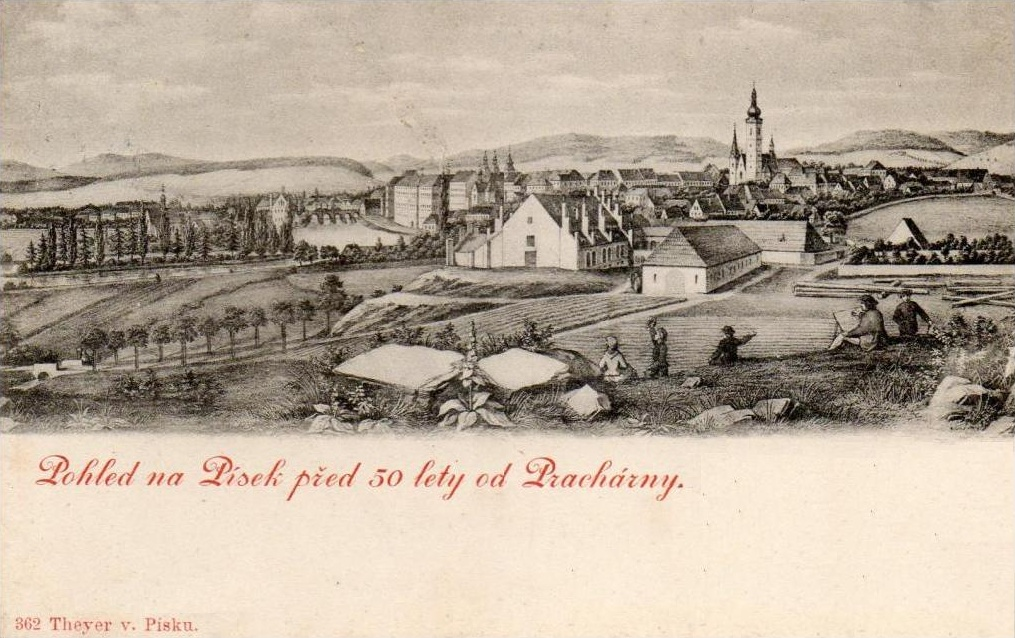
Písek od Prachárny, asi 1850

Národní obrození v Písku probíhalo zásluhou vynikajících osobností velmi intenzivně. Byl zde dokonce vydáván časopis Poutník od Otavy, který pak nahradil Otavan. K povzbuzení národního vědomí přispělo i založení tělocvičné jednoty Sokol roku 1868.

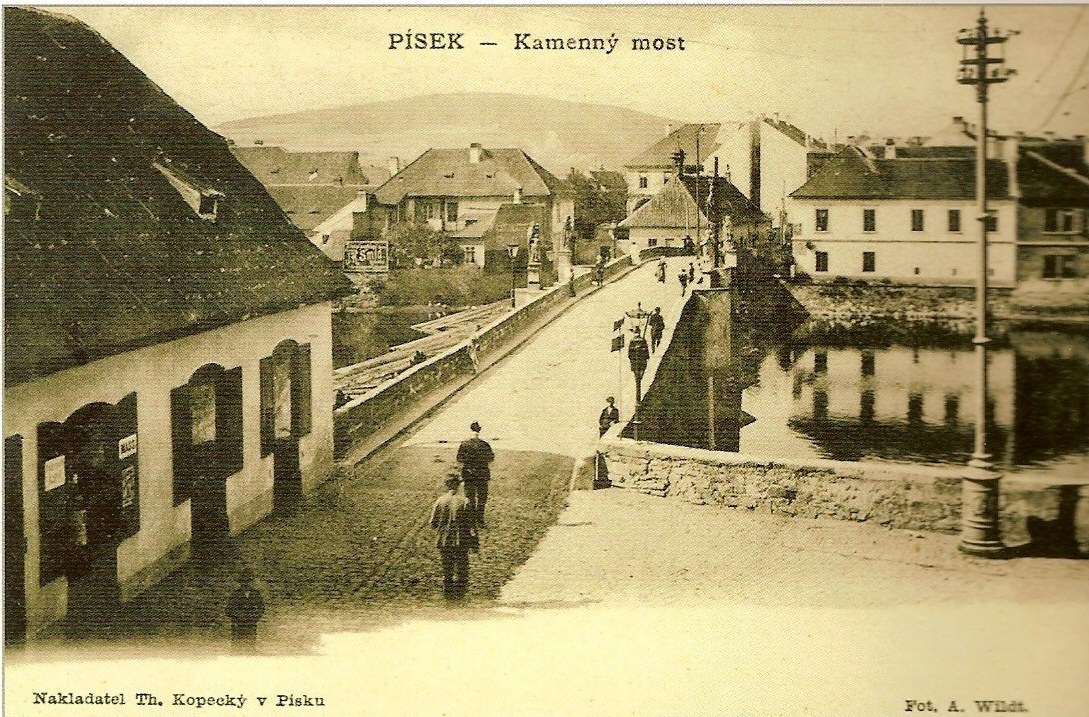
Kamenný most okolo roku 1900

Koncem 19. století prošel Písek průmyslovým rozvojem, byla zde založena průmyslová výroba fezů, papírna, tabáková továrna a v okolí města se stavěly komunikace. Roku 1875 byl Písek spojen železnicí s Prahou. Roku 1884 bylo založeno městské muzeum a v roce 1887 zavedl Písek jako třetí město v Čechách elektrické osvětlení obloukovými lampami Františka Křižíka. Následujícího roku byla uvedena do provozu městská vodní elektrárna. V tomto období byl Písek krajským městem Prácheňského kraje, ale vinou vzdálenosti od hlavní železniční tratě se nestal významným městem. Roku 1891 se Tomáš Garrigue Masaryk stal s přispěním píseckých voličů poslancem rakouské Říšské rady.

### 20. a 21. století

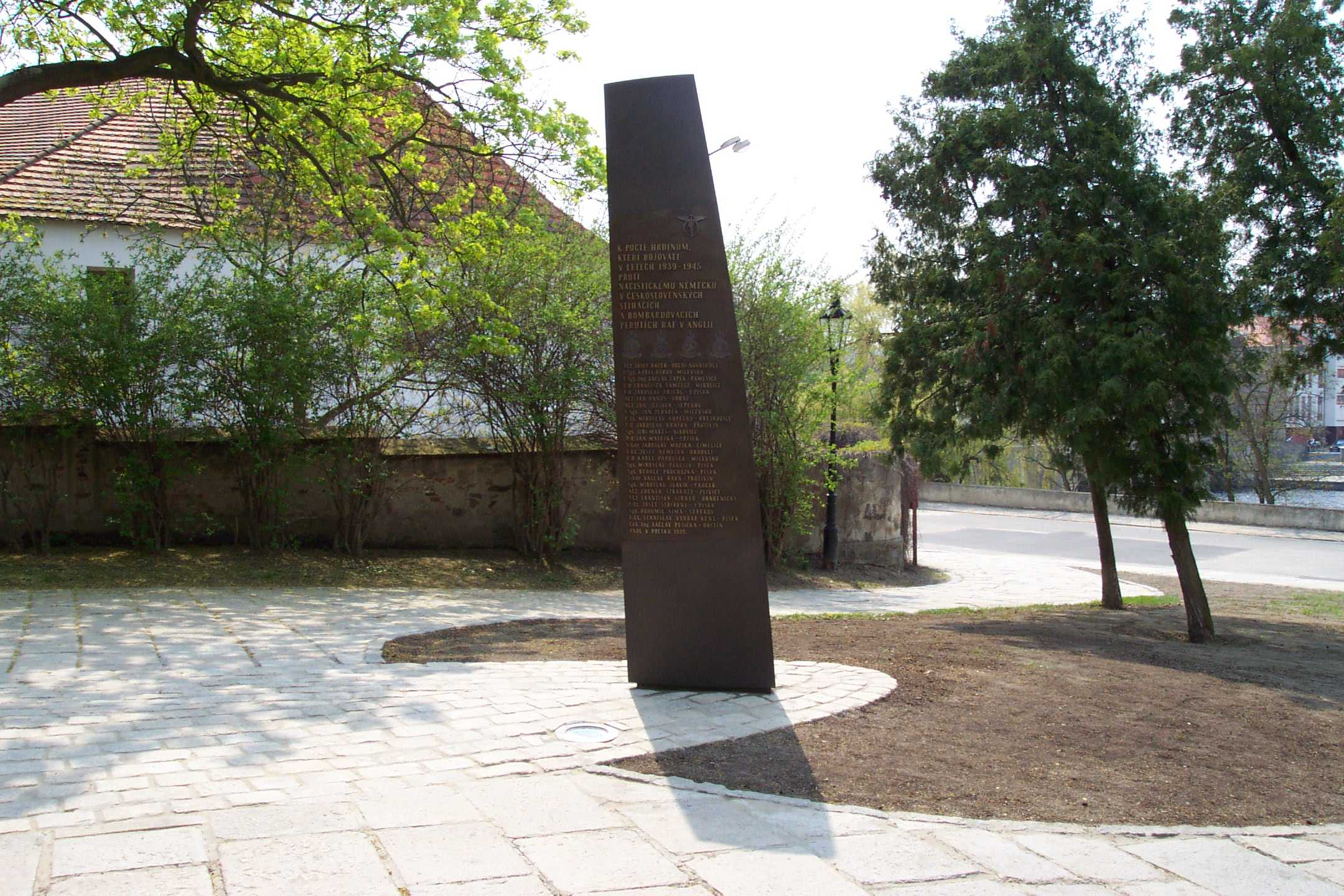
Památník letcům padlým za druhé světové války

K vyhlášení samostatné republiky došlo v Písku podobně jako v některých dalších městech již 14. října 1918, kdy probíhala generální stávka. Následně ale železničáři z Prahy přivezli informaci, že republika ještě nebyla oficiálně vyhlášena, a tak se Písečtí rozešli. Do města byla přemístěna uherská (maďarská) vojenská posádka a začalo vyšetřování pokusu o převrat. Po dobu trvání první Československé republiky navázal Písek na své předválečné tradice. Zůstal vyhledávaným místem pro studenty, letní hosty i pro důchodce, kteří zde hodlali strávit klidné stáří.
Německá okupace Čech, Moravy a Slezska a zřízení Protektorátu Čechy a Morava přinesly Písku velké strádání.  Mnoho lidí zahynulo na popravištích a v koncentračních táborech; někteří obyvatelé se zúčastnili domácího i zahraničního odboje. V Písku působilo několik organizovaných skupin včetně zdejší odbočky Obrany národa, kterou tvořili penzionovaní čs. důstojníci. Okupaci ukončil příchod amerických vojsk 6. května 1945 večer. Písek ležel v zóně, kterou dle dohod o demarkační linii měla osvobodit Rudá armáda, ale již 5. května ve městě převzaly moc odbojové Revoluční národní výbory, jimž se ale Němci odmítali jako civilistům vzdát, proto z ilegality vystoupivší předseda ONV Ladislav Komorád za účasti tlumočníka ing. Bůžka v nedalekých Strakonicích, kde již byli Američané, dohodl americký vstup do Písku. Sovětské jednotky dorazily do města 10. května. Po vyjasnění linie demarkační čáry se Sověty Američané město opustili.
Po druhé světové válce, zvláště pak po uchopení moci Komunistickou stranou Československa v únoru 1948, se tvář Písku začala měnit. Ve městě byla založeny národní podniky jako textilní závod Jitex, Kovosvit a Elektropřístroj. Byla postavena jatka, rozvíjel se dřevařský průmysl atd. Začala také stavba nových budov a sídlišť (Jih a Dukla, zástavba na Nábřeží 1. máje). Během tzv. socialistické éry byla vztyčena socha Rýžování zlata na Nábřeží 1. máje. Vznikla lávka spojující sídliště Dukla a zástavbu na nábřeží, zkonstruovaná z betonových panelů a koncipovaná jako samonosná zavěšená lávka přes řeku Otavu.

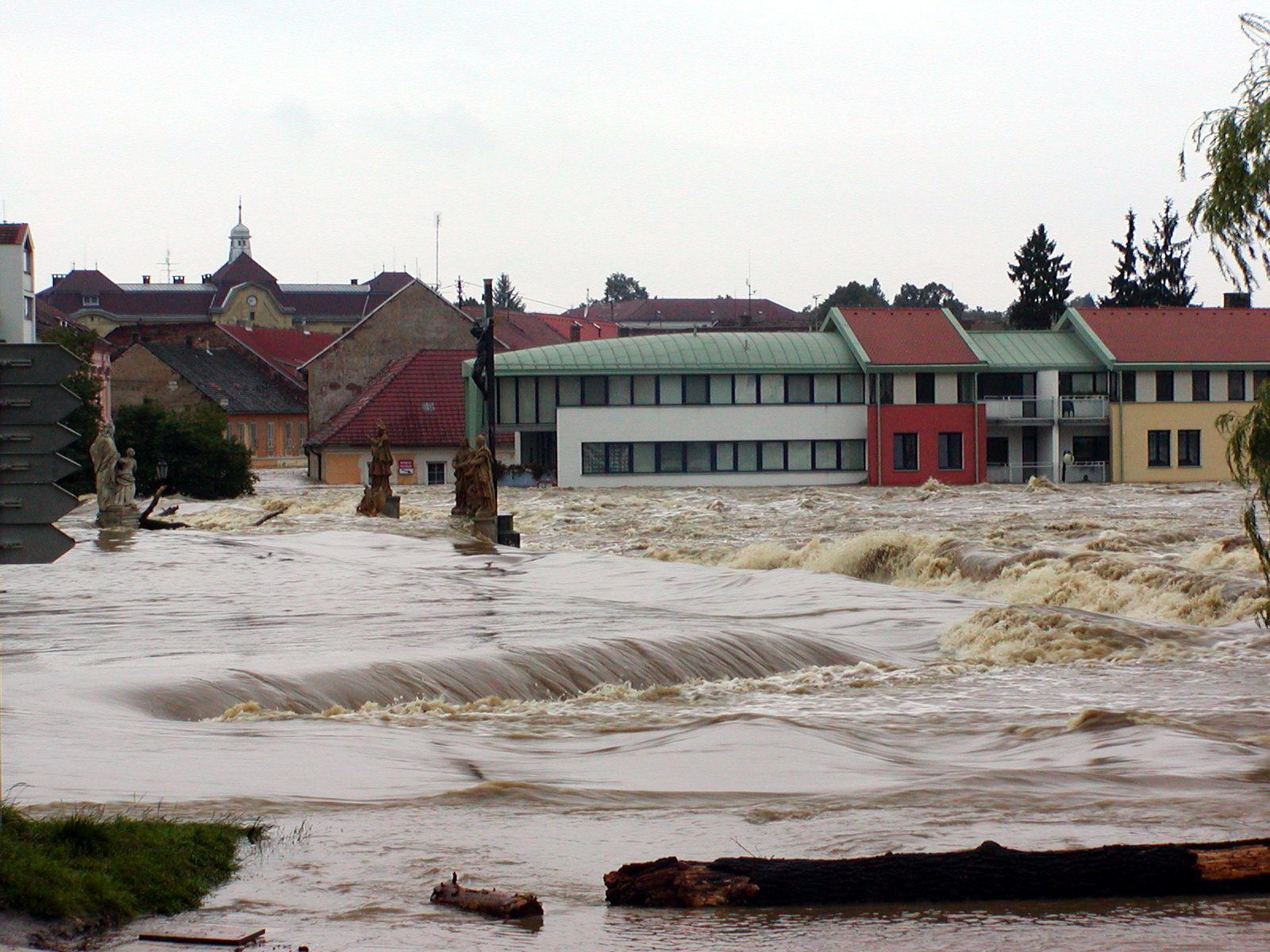
Povodeň 2002 v Písku

Při povodních v srpnu 2002 byl značně poničen kamenný středověký most, ale díky tomu, že byl roku 1995 ukotven do skály pod řekou, nápor vody celkově vydržel. Nebyl zasažen jenom Kamenný most, ale také lávka u sídliště: v noci při povodních voda dosáhla k její konstrukci, přičemž proud vody strhl zábradlí a lávku nebezpečně překroutil. Po povodních byla znovu postavena, dostalo se i na několik kosmetických změn. Na místě dnešního parkoviště na sídlišti Dukla stála stará továrna na fezy (přezdívaná „fezovka“), která musela být kvůli porušené statice stržena; před povodněmi byla z větší míry nevyužívaná. Dva lidé při povodních zahynuli.
Dne 8. května 2006 byl v Písku odhalen památník českým letcům v Anglii, většinou rodáků z Písku či z jeho blízkého okolí. Písek má dobrou infrastrukturu, zejména je jedním z mála měst, kde je vybudován ucelený kamerový systém. Město Písek plánuje přebudovat nábřeží Otavy, v místě mezi Starým a Novým mostem, které kdysi bylo zastavěno ulicí Fischergasse (Rybářská ulice), na rekreačně-kulturní centrum města pod širým nebem. Toto nábřeží, které leží naproti nově zastavěnému pravému nábřeží v Portyči (název lokality odkazuje na jí velmi podobné severoitalské město, dali mu ho čeští vojáci bojující na italské frontě za první světové války), je dnes frekventované, ale nepříliš upravené místo. Radní města ale vítězný návrh komise nepodporují, nicméně pravděpodobný vítěz vzejde z prvních tří míst ve veřejné soutěži. Koncem roku 2013 bylo dokončena rekonstrukce Fügnerova náměstí v centru města, část nákladu v projektu finančně podpořila i firma AISIN, sídlící v průmyslové zóně Písek-Sever. 
Město Písek si na počátku 21. století vede poměrně úspěšně. Jedním z udělených uznání byla diamantová cena za nejlepší podmínky k životu v průzkumu společnosti KPMG Česká republika v roce 2012, a to v silné konkurenci v kategorii středně velkých měst České republiky. Po komunálních volbách konaných na podzim 2014 se starostkou města stala Eva Vanžurová z uskupení Jihočeši 2012. Vystřídala na tomto postu Ondřeje Veselého.

## Obyvatelstvo
Podle sčítání lidu roku 1921 zde žilo v 1 178 domech 15 303 obyvatel, z nichž bylo 7 809 žen. 14 914 obyvatel se hlásilo k československé národnosti, 153 k německé a 7 k židovské. Žilo zde 12 922 římských katolíků, 492 evangelíků, 322 příslušníků Církve československé husitské a 217 židů. Podle sčítání v roce 1930 zde žilo v 1 560 domech 15 783 obyvatel. 15 208 obyvatel se hlásilo k československé národnosti a 157 k německé. Žilo zde 12 178 římských katolíků, 1 097 evangelíků, 1 137 příslušníků Církve československé husitské a 254 židů.
| Rok            | 1869   | 1880   | 1890   | 1900   | 1910   | 1921   | 1930   | 1950   | 1961   | 1970   | 1980   | 1991   | 2001   | 2011   |
| -------------- | ------ | ------ | ------ | ------ | ------ | ------ | ------ | ------ | ------ | ------ | ------ | ------ | ------ | ------ |
| Počet obyvatel | 10 565 | 12 156 | 12 550 | 15 313 | 17 273 | 18 094 | 18 658 | 20 560 | 21 228 | 23 713 | 28 104 | 29 550 | 29 796 | 29 706 |
| Počet domů     | 857    | 949    | 1 014  | 1 173  | 1 363  | 1 561  | 2 008  | 2 607  | 2 707  | 2 861  | 3 142  | 3 336  | 3 482  | 3 808  |

Věková struktura obyvatel obce Písek roku 2011
Rodinný stav obyvatel obce Písek roku 2011
Vzdělání obyvatel obce Písek roku 2011

### Židé v Písku
Židé žili v Písku od konce 14. století, první Židé do města mohli přijít s řádem templářů. První potvrzené zmínky jsou datovány do let 1379 a 1397, kdy je uveden Žid Markl. K vyhnání židů z města husity došlo v roce 1420. Znovu se zde začali usídlovat až na začátku 17. století, největší rozkvět zažili po polovině 19. století, roku 1880 jich zde žilo 449 a tvořili tak značnou část městské populace. V roce 1872 postavili místo původní modlitebny, doložené od začátku 18. století, synagogu, která dodnes stojí v Soukenické ulici. Synagoga, postavená v pseudomaurském stylu roku 1872, byla v letech 1953–1996 pro veřejnost uzavřena. Po dobu komunistického režimu budova chátrala jako skladiště velkoobchodu s textilem. Po navrácení židovské obci je dnes postupně opravována, rekonstrukce je nyní poměrně blízko k ukončení. U města je také židovský hřbitov z roku 1876, náhrobků se dochovalo asi 60, budovy byly zbořeny v letech 1968–1969. Původní starší hřbitov se nezachoval. Písecká židovská komunita přestala existovat v roce 1940.

## Členění města

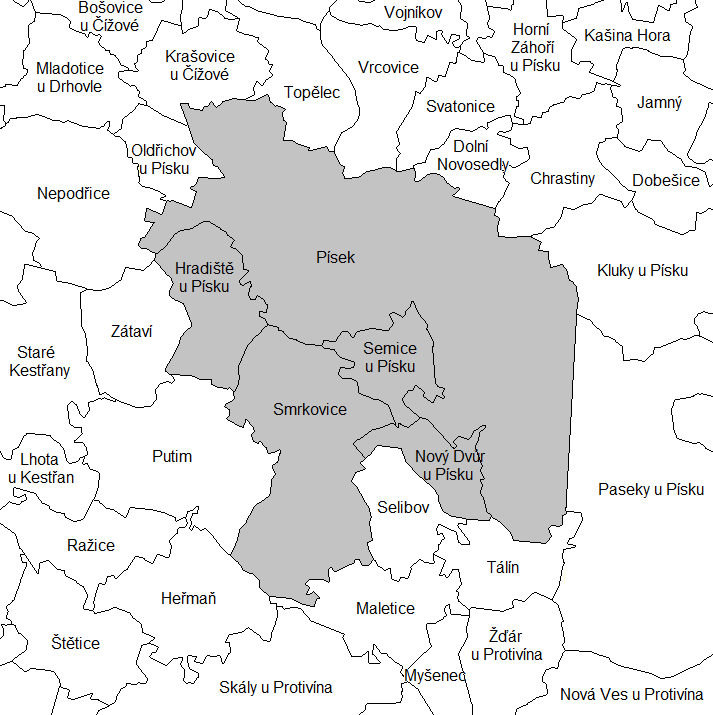
Katastrální mapa Písku

Město Písek se skládá z devíti částí na pěti katastrálních územích:
- k. ú. Písek, části Vnitřní Město, Budějovické Předměstí, Pražské Předměstí, Václavské Předměstí a Purkratice
- k. ú. Hradiště u Písku, část Hradiště
- k. ú. Nový Dvůr u Písku, část Nový Dvůr
- k. ú. Semice u Písku, část Semice
- k. ú. Smrkovice, část Smrkovice

V letech 1850–1963 k městu patřily i Horní Novosedly.

## Doprava
Písek leží na rozvětvení železničních tratí Zdice–Příbram–Protivín a Tábor–Ražice (uzel Písek–Putim). Hlavní nádraží (stanice Písek) se nachází na jižním kraji města, asi 1,5 km od centra. Na trati směr Zdice se ve městě nachází ještě zastávky Písek zastávka (mezi Václavským a Pražským Předměstím) a Písek-Dobešice (na okraji u průmyslové zóny Písek-sever). Na trati směr Tábor leží zastávky Písek jih (nejblíže centru) a stanice Písek město (obsluhující severovýchod města). Trať do Putimi (směr Ražice a Protivín) je elektrifikovaná a umožňuje přímou jízdu vlaků ve směru na Plzeň i na České Budějovice. V Písku vedle osobních vlaků zastavují také rychlíky na trase Praha–Beroun–Příbram–Březnice–Písek–Protivín–České Budějovice. Osobní vlaky mají návaznost na rychlíky na trase Plzeň–Strakonice–České Budějovice (trať Plzeň – České Budějovice).
V Písku se kříží silnice I/20 (mimoúrovňový průtah jihozápadním okrajem města) se silnicí I/29 do Tábora, silnicí II/139 směr Strakonice a silnicí II/140 na jih do Putimi a Bavorova. Silnice I/20 směr Plzeň slouží zároveň jako čtyřproudý přivaděč na úsek dálnice D4 směr Příbram a Praha, na nějž plynule navazuje v rámci mimoúrovňové křižovatky u Třebkova. Odsud dále vychází silnice I/4 směr Strakonice a Pasov, a pokračuje I/20 směr Plzeň.
Písek má vlastní městskou autobusovou dopravu.
Čtyři kilometry severozápadně od města se nachází vnitrostátní letiště Písek (kód LKPK, na katastru Krašovic). Má jednu 600 metrů dlouhou betonovou ranvej a téměř žádný provoz.

## Ekonomika

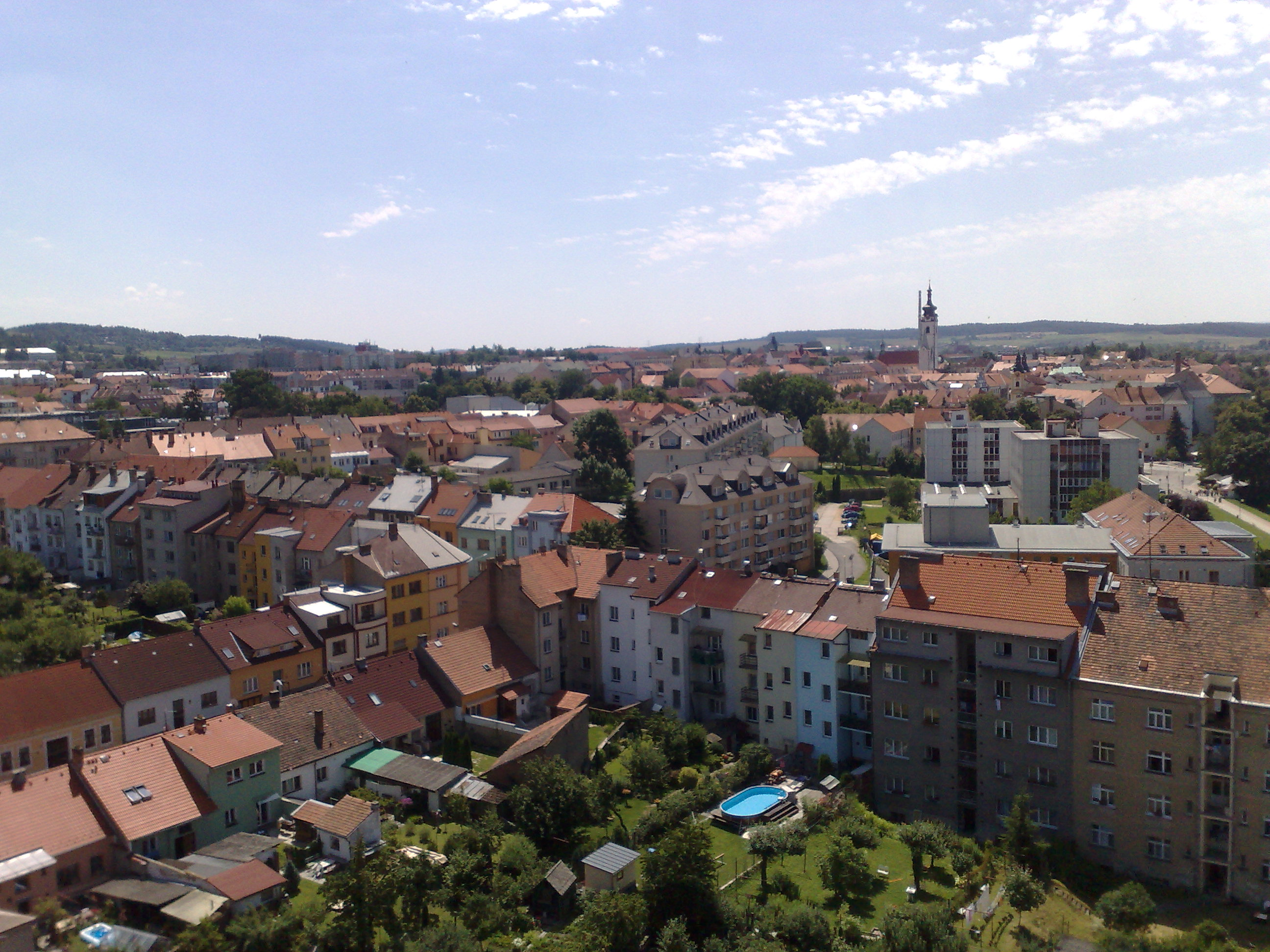
Pohled na město, směr Velké náměstí

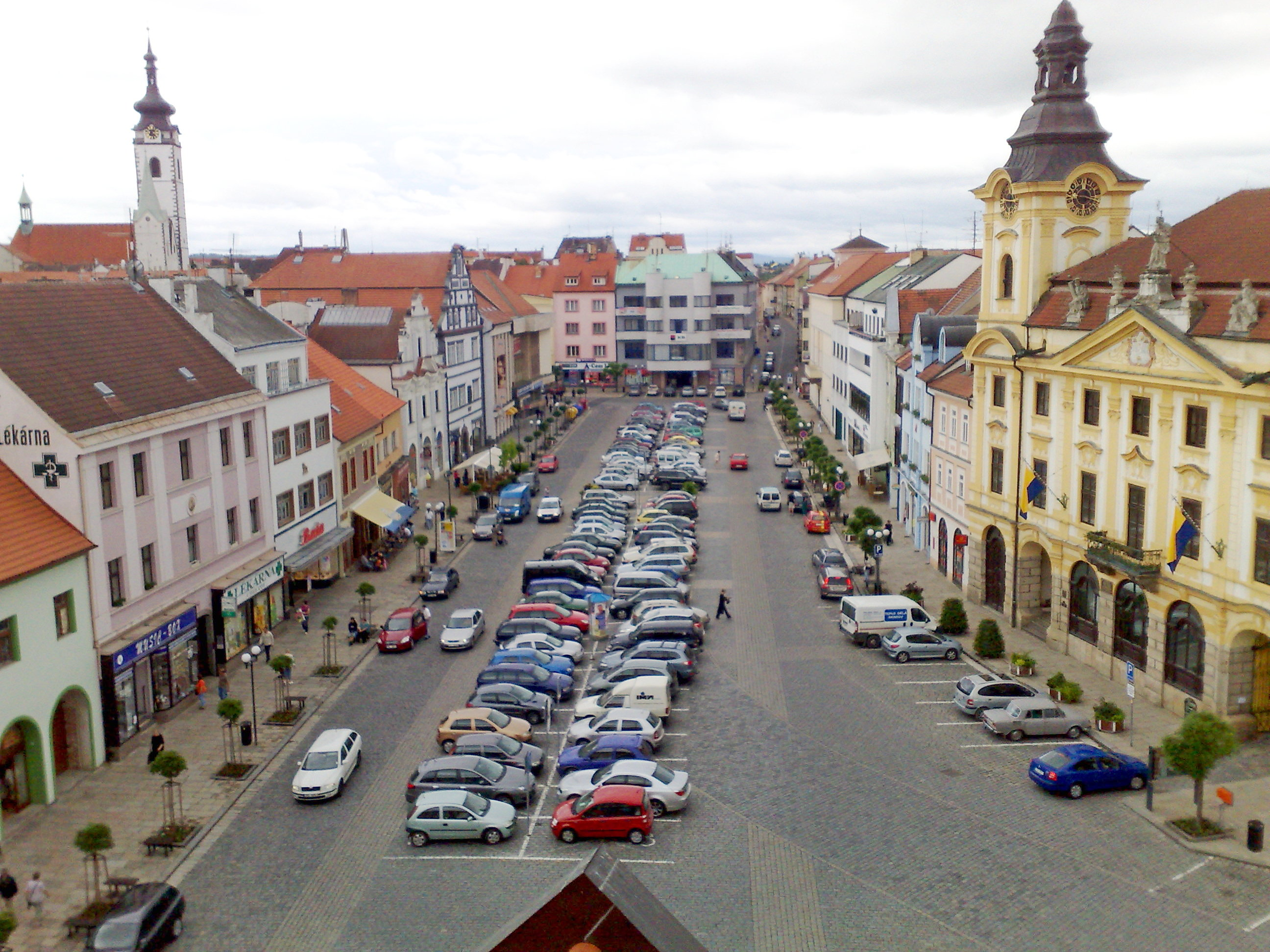
Velké náměstí

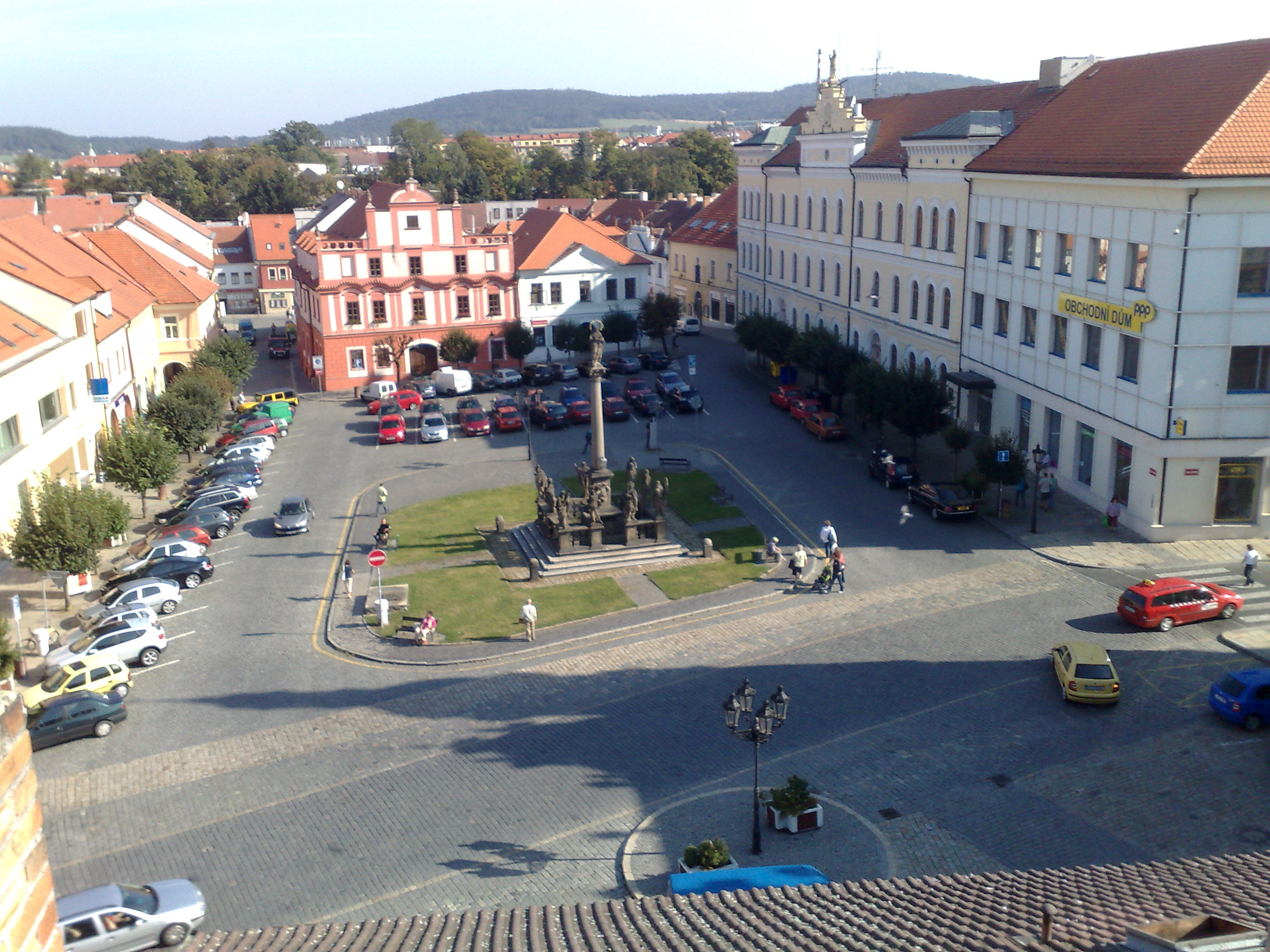
Alšovo náměstí

### Průmysl
Písek, ve středověku ekonomicky velmi úspěšné město, které bohatlo na rýžování zlata z Otavy, sběru perel či obchodu, nebylo v 18.–19. století svědkem prudké industrializace jako okolní střediska, tedy Plzeň, České Budějovice a zejména blízké Strakonice. Jedním z důvodů bylo trasování první a hlavní železnice v tomto kraji, dráhy císaře Františka Josefa (dnes železniční trať 190), v geograficky výhodnější a přímější poloze úvalem Blanice a Otavy, asi 8 km mimo Písek jižním směrem (ovšem právě přes Strakonice). Tento stav vyústil ve zbrzdění rozvoje krajského města, které bylo nadále významné spíše jako kulturní centrum vzdělání a administrativy. Průmysl ve městě existoval, ale nedosáhl většího významu a rozměrů. Vystěhovalectví nezaměstnaných do průmyslovějších sídel, i za moře do USA na konci 19. století, vedlo k založení osad jménem Pisek v Severní Dakotě a v Texasu. Východní úbočí písecké kotliny, dnes příměstská rekreační zóna Amerika, připomíná pokus města o zamezení vystěhovalectví nabídnutím využívání půdy chudším vrstvám obyvatelstva.
Nižší industrializace měla na druhé straně kladný vliv na rozvoj turistického a lázeňského ruchu v zachovalém historickém jádru a málo dotčené krajině. Průmysl dosáhl většího významu až po druhé světové válce. Tehdy vznikla řada potravinářských, textilních, elektrotechnických koncernů, například Jitex či Kovosvit.
Počátkem 21. století Písek zažívá pozvolný rozvoj průmyslu, jehož struktura se v porevolučních letech změnila více k elektrotechnickému a strojnímu – automotive průmyslu. Mezitím se vliv předrevolučních velkopodniků utlumil, dnes dosahují mnohem nižšího podílu na ekonomice a zaměstnanosti města. Směrem na Čížovou, podél rychlostního přivaděče k dálnici D4, je stavěna od konce 90. let rozlehlá průmyslová zóna Písek-sever, využívaná rostoucím množstvím firem. Tato zóna je se svými 80 ha největší v celém Jihočeském kraji, téměř polovina je ale stále volná i přes velkou podporu města. Zdejší průmyslová zóna je zaměřena převážně na strojírenský průmysl, logistiku a sofistikovaný elektroprůmysl; mezi největší zdejší nové závody lze zahrnout firmy Faurecia Automotive Czech Republic s.r.o. (vyrábí výfuky), Faurecia Components s.r.o. (vyrábí sedačky), AISIN Europe Manufacturing Czech s.r.o. (vyrábí součástky a nástroje), S.n.o.p. cz a. s. Písek, Amtek s. r. o., Heyco Werk, KUNSTSTOFF FRÖHLICH GmbH o.s. CZ, I.n.p. Písek, s.r.o., SMOZ IMMO, s.r.o. (kovovýroba), CSS SPEDITION s.r.o., BROTEX Z&J s.r.o. (textilní průmysl), ČESKÉ A MORAVSKÉ OBALOVNY s.r.o., STRABAG a.s., a Grosshauser Invest. Na okraji zóny stále funguje původní zástavba školního statku Střední zemědělské školy v Písku, vedle níž funguje ubytovna pro dělníky a vznikla zde bioplynová stanice Bioenergy s.r.o.
Nedávné rozšíření přinesla do zóny italskou firmu Lovato. Ta a jejích asi sto zaměstnanců se soustředí na výrobu průmyslových komponentů a silnoproudých přístrojů. Jednou z nových investic je vývojová laboratoř a výrobní závod zaměřený na LED osvětlení firmy Industrial Light & Control, která plánuje zaměstnat 70 lidí v první fázi a 140 v druhé fázi investice; v říjnu 2013 oznámila firma JIRI MODELS úmysl investovat zde celkem 120 milionů Kč a zaměstnat celkem až 70 lidí, za předpokladu domluvy s městem Písek ohledně cen pozemků. Město ovšem koncem roku 2013 odmítlo prodat pozemky v průmyslové zóně Písek-Sever pod cenou, budoucnost investice byla tedy nejistá. Město nabídlo levnější pozemky poblíž lokality a jednání patrně neskončilo. Dceřiná firma AISIN, ADVICS Europe GmbH, vyrábějící brzdové systémy pro automotive průmysl, chtěla využít část areálu mateřské firmy a zaměstnat celkem 36 lidí od konce roku 2014. Hala pro firmu ADVICS a logistické centrum firmy AEM-C (ta chtěla zaměstnat dalších 25 lidí) byla stavěna od dubna 2014. Na počátku roku 2014 začala jistá firma zabývající se recyklací hliníku sondovat možnost svého přesídlení do této zóny. Celkově je zde zaměstnáno přibližně 3 300 zaměstnanců.

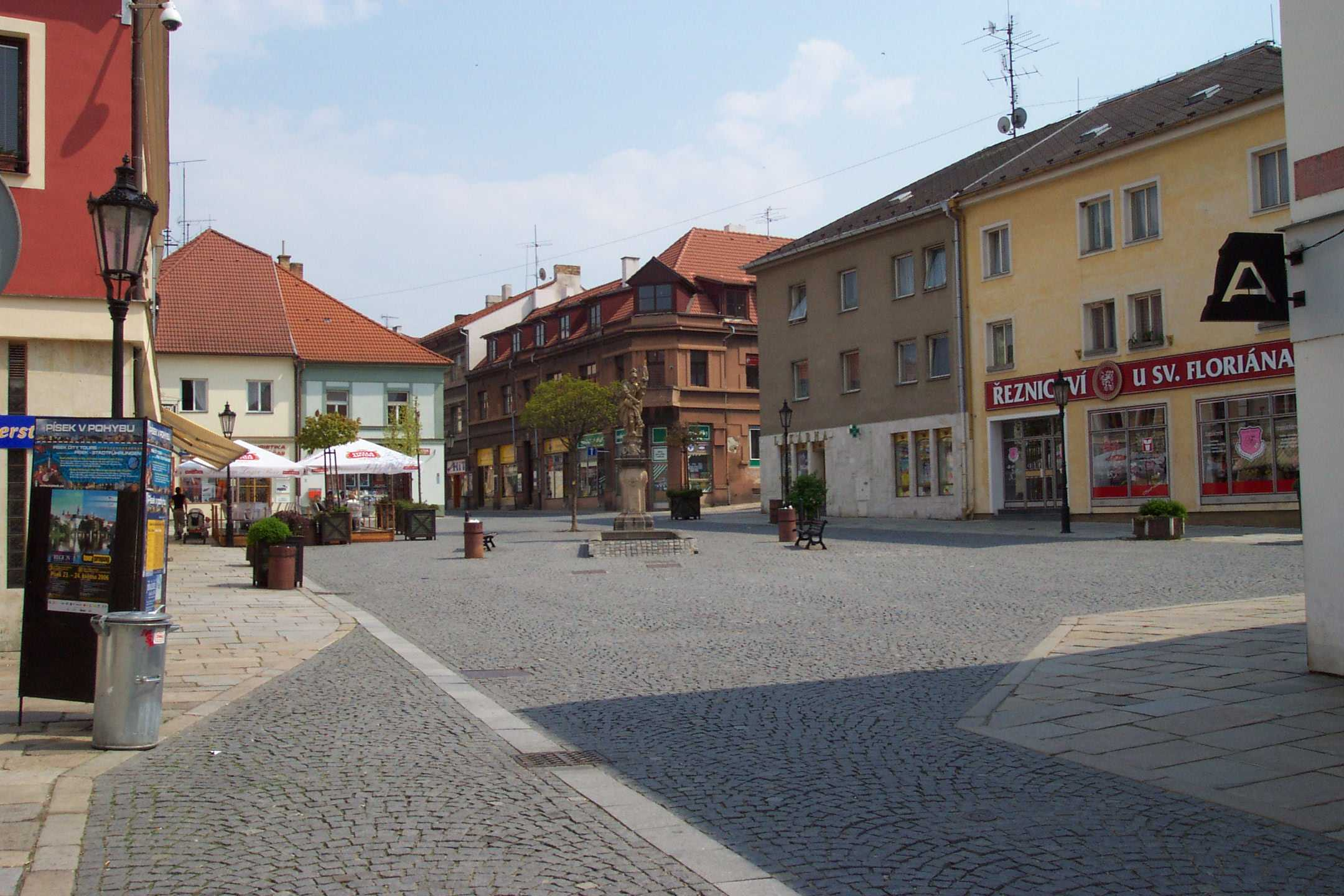
Havlíčkovo náměstí (Florián)

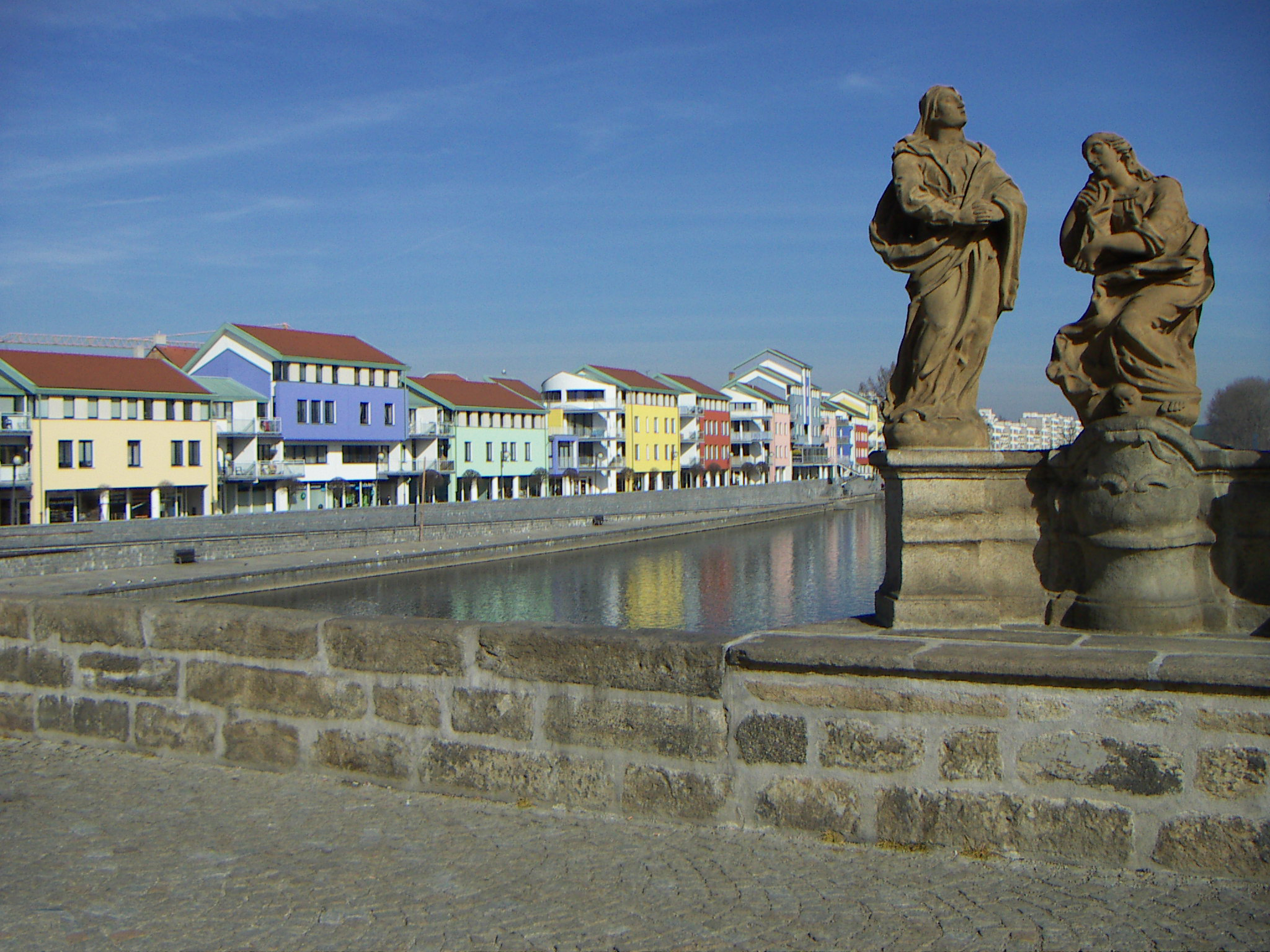
Nové nábřeží v Písku (tzv. Titanic)

Pomocí dotace od Evropské unie byla do zóny vystavěna cyklostezka, do zóny zajíždí pravidelné spoje městské dopravy, nově zde funguje železniční zastávka Písek-Dobešice. V areálu bývalých kasáren sousedících se zónou sídlí firma BaK. Tradičními píseckými podniky jsou Schneider Electric, MASO UZENINY Písek a firma Agpi a.s., zabývající se velkovýrobou vajec. Velmi známou textilní firmou je Jitex. Dnes je v areálu Jitexu zhruba padesátka firem a živnostníků rozmanitého zaměření na osmi hektarech plochy a stále nabízí volné plochy. Za městem směrem na Smrkovice je velká teplárna.
Tradičním lze nazvat zpracování dřeva z městských lesů či kamene těženého v blízkém okolí města. Směrem na Tábor se nachází kamenolom Na Ptáčkovně, jenž produkuje drcený stavební kámen. Jeho zpracování probíhá přímo v areálu lomu. Nedaleko lomu je také závod na zpracování dekoračního kamene Jihokámen, v.d.; ve městě zpracovává kámen i UNIGRANIT Písek, a.s. Písek je známý výskytem radioaktivního pisekitu, nerostu, který se vyskytuje pouze v okolí města. Blízké Písecké hory mají několik lokalit, kde bylo do konce 19. století těženo zlato a drahokamy v průmyslovém měřítku.
V Písku je také pivovar.

### Cestovní ruch
Město se též snaží orientovat na turistický ruch, který byl důležitý už za Rakousko-Uherska a první republiky (v té době byl Písek znám jako lázeňské centrum v Prácheňském kraji pro své zdravé ovzduší ovlivněné okolními lesy). Turisté přijíždějí na folklorní, městské a hudební slavnosti, stejně tak jsou přitahováni památkově chráněným středověkým jádrem města včetně nejstaršího českého mostu či prohlídky věže děkanského kostela. Z novověkých zajímavostí návštěvníky láká jedna z nejstarších elektráren ve střední Evropě zprovozněná roku 1887 na řece Otavě, Městská elektrárna v Písku. Je nejstarší funkční vodní elektrárnou na území Česka, před náročnou rekonstrukcí fungovala po 99 let až do roku 1986. Dalším magnetem je rozsáhlá galerie – centrum dětské kresby s workshopy, expozicemi a výstavami vybudovaná v objektu sladovny z roku 1864. V přízemí objektu se nachází infocentrum s celoročním provozem.
Město propaguje též 770. výročí první písemné zmínky, připadající na rok 2013, ve snaze přitáhnout více turistů. Městem i okolím vede hustá síť cyklostezek a tras pro pěší turistiku, končí zde vodácká trasa po řece Otavě. K účelu propagace slouží i turistické informační stránky online www.icpisek.cz v sedmi jazycích, které získaly zvláštní cenu ministra pro místní rozvoj v rámci soutěže Zlatý erb 2011 za vysokou kvalitu.

### Současný ekonomický rozvoj

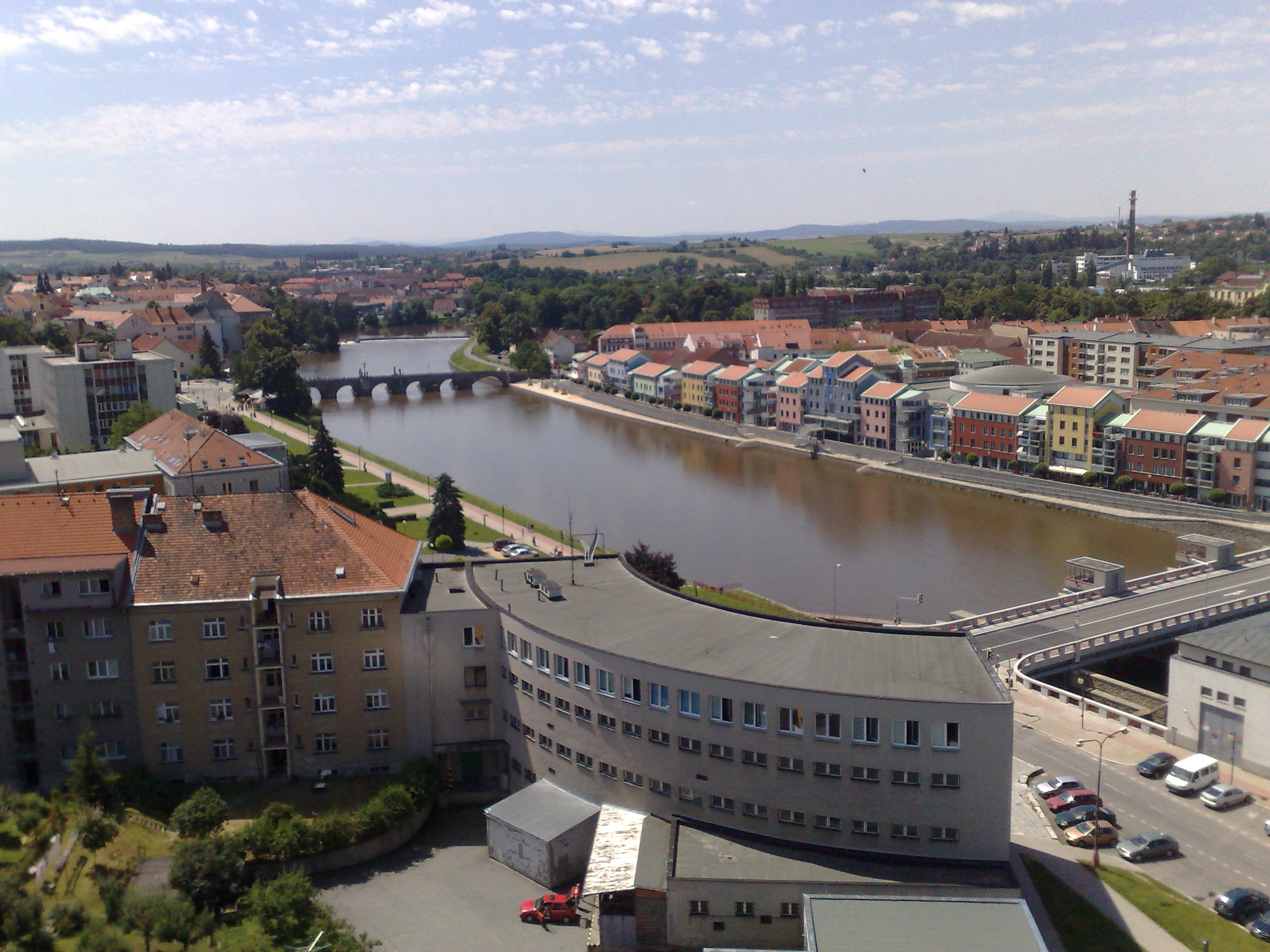
Pohled na Jelení (starý) most

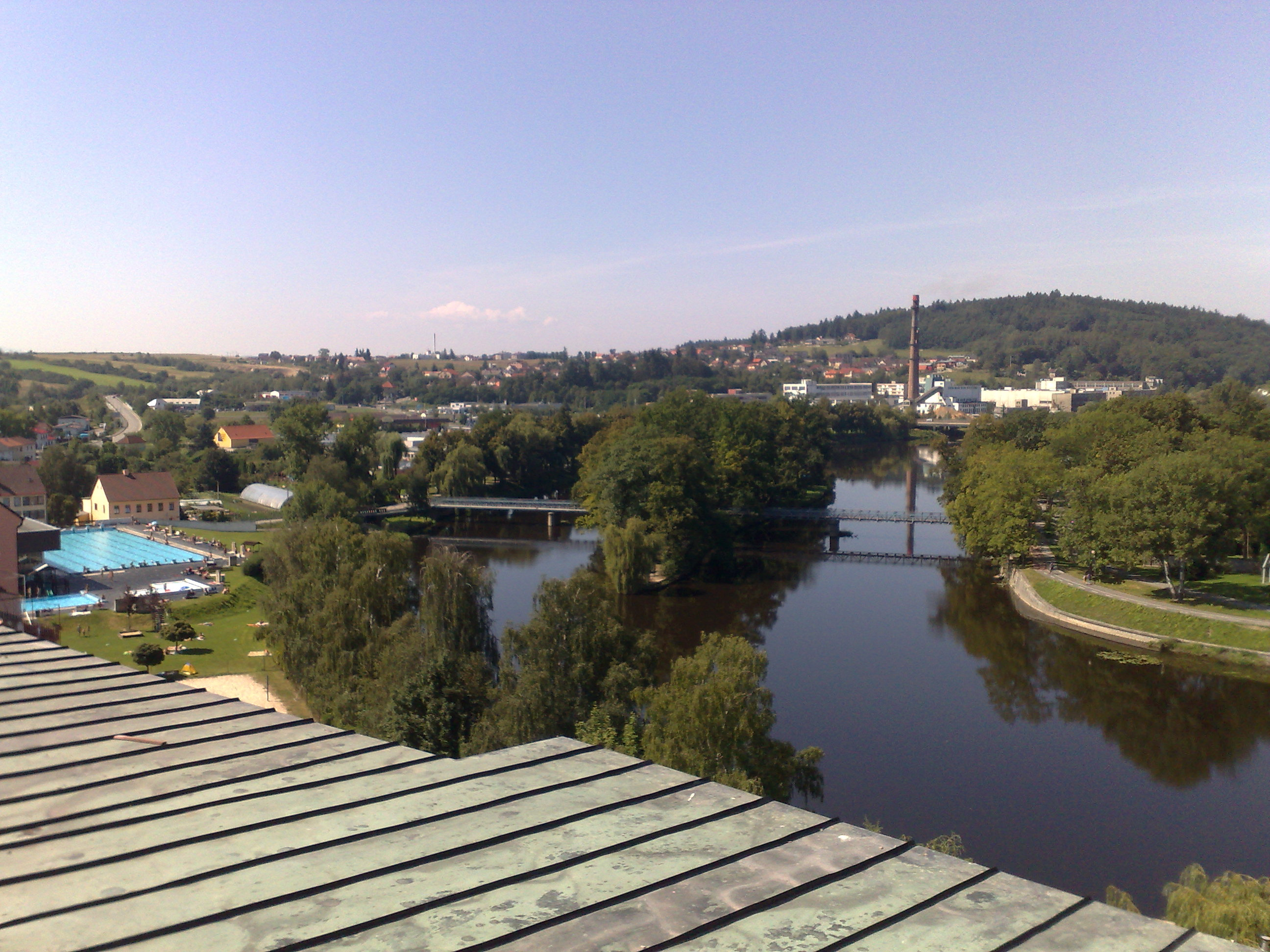
Pohled na řeku

Velký rozkvět zaznamenaly nové obchodní zóny; jedna se nachází pod Zemským hřebčincem a druhá poblíž železniční stanice Písek. Působí zde mnoho řetězců včetně McDonald's, Tesco, Kaufland, Hypernova, OBI či KFC. V poslední době zaznamenává Písek velký rozmach v soukromém podnikání; mnoho menších firem se živí IT/ITC, vývojem softwaru, potravinářskou výrobou, řemeslnými výrobky a dalšími službami.
V areálu bývalých píseckých Žižkových kasáren vzniklo za investici 450 milionů Kč Technologické centrum Písek (zkr. TCP). Nově opravený areál slouží jako multifunkční centrum pro vzdělávání, vývoj technologií a zázemí pro administrativu. Projekt kromě rekonstrukce centrálního objektu počítá s revitalizací svého okolí. Vzniklo pokročilé počítačového centrum s CLOUD datovým centrem a připojením k internetu 2 × 10 GB, které již přilákalo šest firem a v lednu 2013 byla již třetina kapacity centra zaplněna. O spolupráci s tímto centrem projevilo zájem několik institucí vyššího vzdělání, například Jihočeská univerzita, Vysoká škola podnikání Ostrava, spolupráci již navázalo TCP s ČVUT či Univerzitou Hradec Králové. Vytvořeno bylo 5,700 m² prostoru pro až 20 firem s cca 300 nově vytvořenými pracovními místy. Projekt spolupracuje s firmami IBM, Scheider Electric, Juniper, Arow ECS, Microsoft či Conteg. Kromě jiného TCP nabízí kongresové prostory a konferenční sály.
Areál stejných kasáren byl též v místní novinové anketě vybrán jako nejlepší místo pro postavení nového aquacentra poté, co písečtí občané odmítli v místním referendu rozhodnou většinou 88 % snahu radnice o rozšíření a rekonstrukci stávajícího městského bazénu v přímém centru města. Stávající bazén ovšem bez podstatných investic vydrží až další dvě desetiletí. O píseckém aquacentru město uspořádá novou anketu; nabízeny budou lokality Výstaviště, pod lesnickou školou či soukromé pozemky bývalého Jitexu, u teplárny, ve vojenském areálu na Pražské, mezi nemocnicí a obchodní zónou a další. Zbytek areálu kasáren bude řešen, patrně i soudní cestou, v následujících letech.
Celkově je Písek jako místo podnikání vysoce hodnocen, například týdeník Ekonom udělil městu Písek první místo za rok 2013 v rámci jihočeského regionu.

### Nezaměstnanost
Písek a okres Písek měl k 31. prosinci 2012 nezaměstnanost 7,84 %, přičemž žen bez zaměstnání bylo 9,13 % a mužů 6,91 %. Pro srovnání v Rakousku byla nezaměstnanost 5,0 % a v Německu 5,3 %. I přes relativně nízkou nezaměstnanost byla nová pracovní místa vzácná a na jedno připadalo více než 27 uchazečů (v lednu 2012), údaje z ledna 2013 hovořily o zlepšení a snížení nezaměstnanosti na 6,7 %.
Data za první měsíc roku 2014 potvrdily pozici Písku jako jednoho z měst s nejlepší zaměstnaností v rámci celé republiky. Ačkoliv došlo po novém roce k rekordnímu růstu nezaměstnaných o +12,1 % v rámci okresu Písek, stále byla nezaměstnanost okresu na hodnotě 7,3 %, přičemž nezaměstnanost u žen dosahovala 7,1 % a u mužů 7,5 %. Tento výsledek byl 20. nejnižší v Česku. Na celkem 3600 nezaměstnaných připadalo 485 volných pracovních pozic, tj. 7,4 uchazeče na jednu pozici, což byl pátý nejlepší výsledek v rámci celé ČR.

### Brownfields
V Písku a jeho aglomeraci se nachází několik brownfields, které jsou z větších částí nevyužité. Ačkoliv jsou tyto plochy často v atraktivní blízkosti dopravních uzlů či sídelních center, stále nabízejí hodně volného prostoru k využití; jednou z mála nevýhod jsou nutné vyšší investice a možné skryté zátěže. Jde např. o:
- Otavská kasárna – 0,5 ha – leží nedaleko školy a tři čtvrtiny jsou volná plocha, nyní nevyužito.
- Purkratice – Nová kasárna – 7,6 ha – 14 % zastavěno, nyní nevyžito.

K brownfields patřívala i bývalá slévárna Remar v Pražské ul. (0,3 ha.), nicméně areál byl po sanaci navzdory námitkámvyužit pro realizaci bytového projektu REMAROVNA.

## Kultura

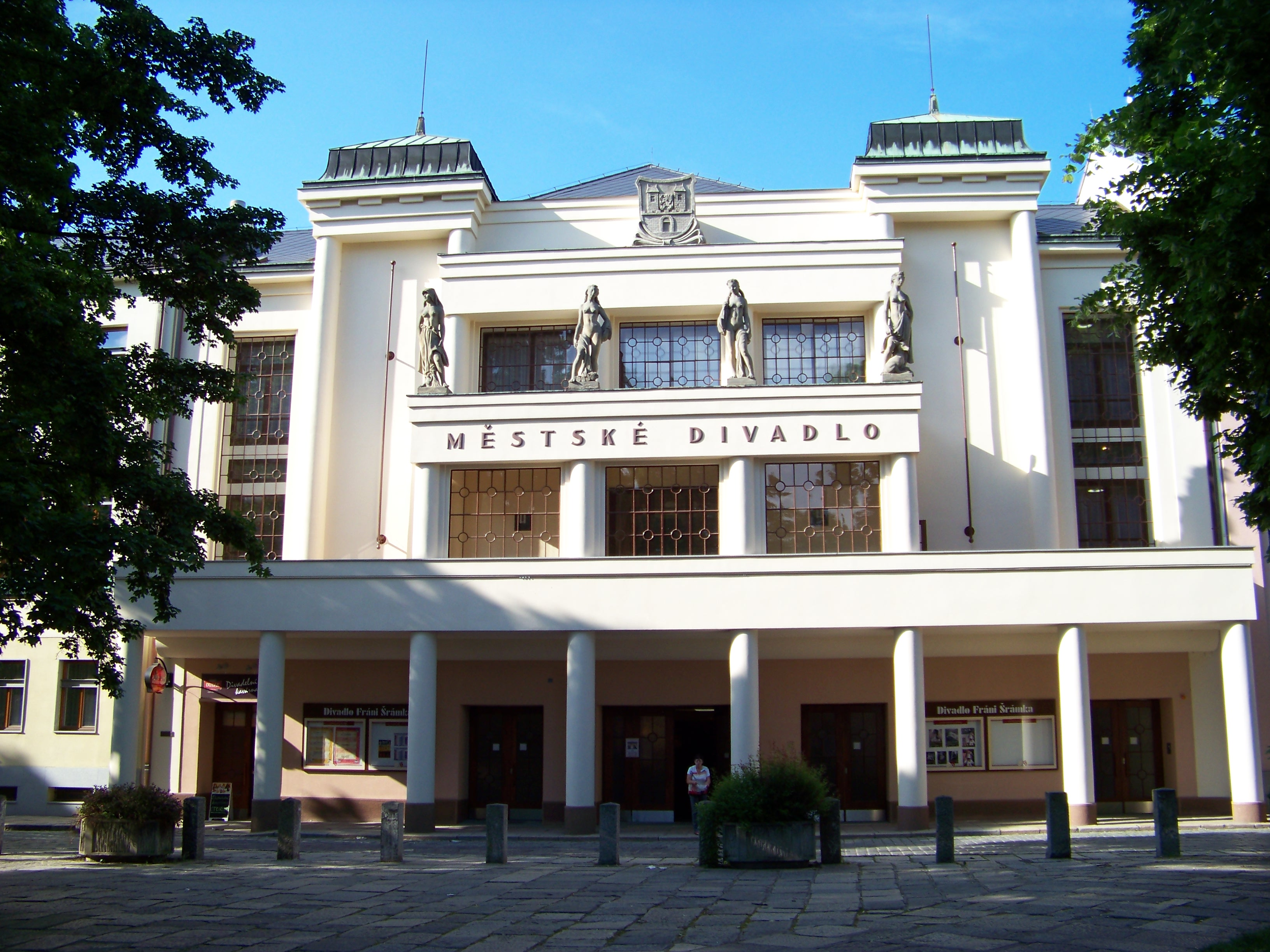
Divadlo Fráni Šrámka

### Divadlo Fráni Šrámka
Dnešní divadlo, které nese svůj název od roku 1991, se nachází v sousedství Palackého sadů na místě víceúčelového objektu „Na střelnici“, v němž byl v roce 1868 vybudován divadelní sál. Svou současnou podobu divadlo získalo po roce 1937 komplexní rekonstrukcí. Slavnostní zahájení proběhlo 1. února 1940 uvedením Prodané nevěsty v provedení ND v Praze s dirigentem Václavem Talichem. Novou rekonstrukcí prošla celá budova od ledna 2008 do října 2010. V divadle probíhají divadelní představení všech žánrů, koncerty, kulturní festivaly a výstavy výtvarného umění. Součástí divadla je od roku 2003 rovněž koncertní síň TROJICE, v níž se pořádají zejména koncerty vážné hudby a slavnostní akce.

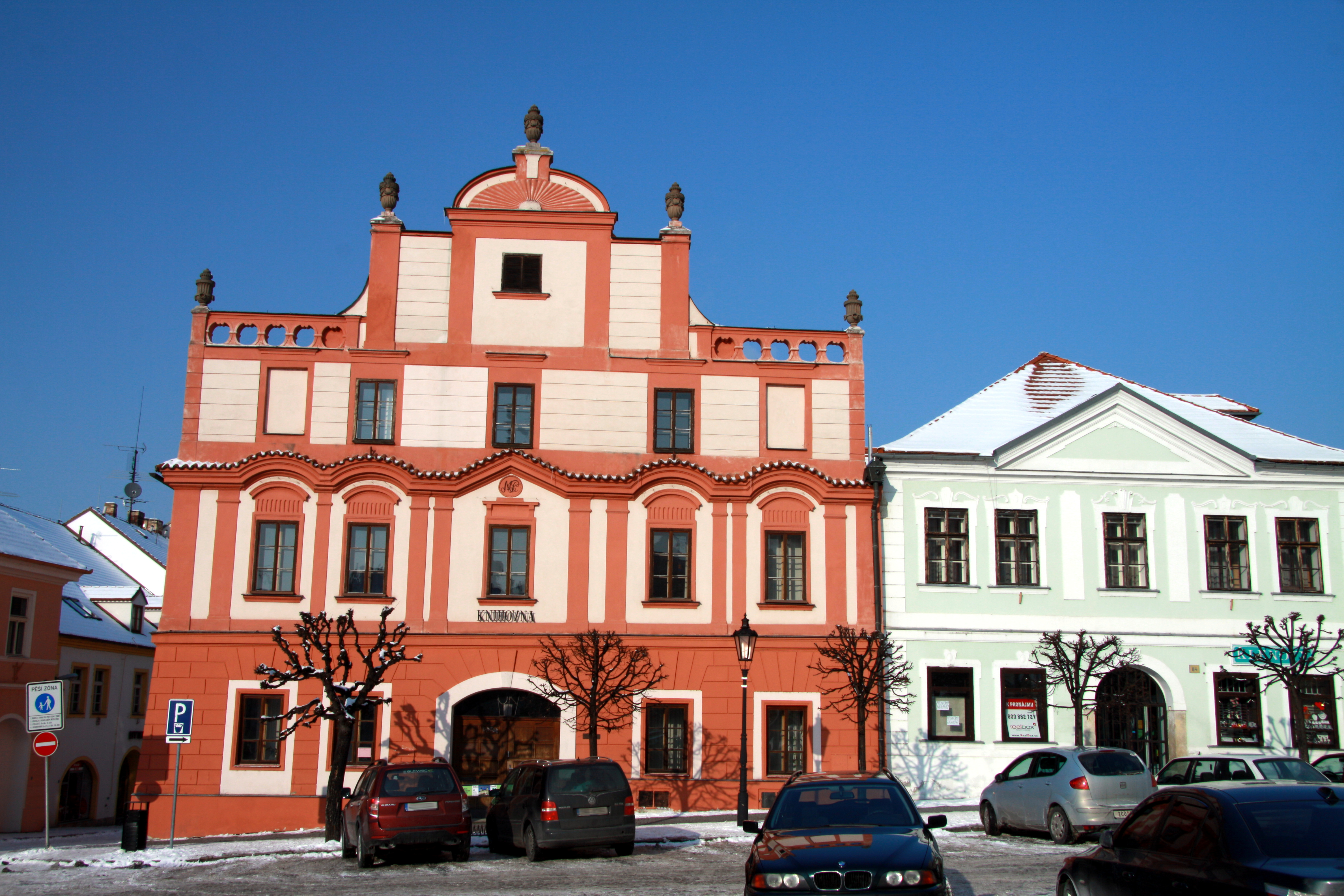
Městská knihovna Písek

### Městská knihovna Písek
Písecká městská knihovna, založená roku 1841, patří k nejstarším veřejným městským knihovnám v České republice. V současné době obsahuje její fond více než 135 000 knihovních jednotek. Nabízí komplexní knihovnicko-informační služby, včetně meziknihovní výpůjční služby a přístupu k Internetu. Pořádá pravidelné měsíční výstavy a vzdělávací pořady a besedy pro veřejnost. Od roku 1970 knihovna sídlí na Alšově náměstí 85 v adaptované historické budově s dochovaným raně gotickým zdivem a empírovou fasádou z roku 1800 zdobenou keramickými vázami.

### Prácheňské muzeum
Prácheňské muzeum slouží jako muzeum dřívějšího Prácheňského kraje. Nachází se v prostorách nestržené části hradu.

### Divadlo Pod čarou

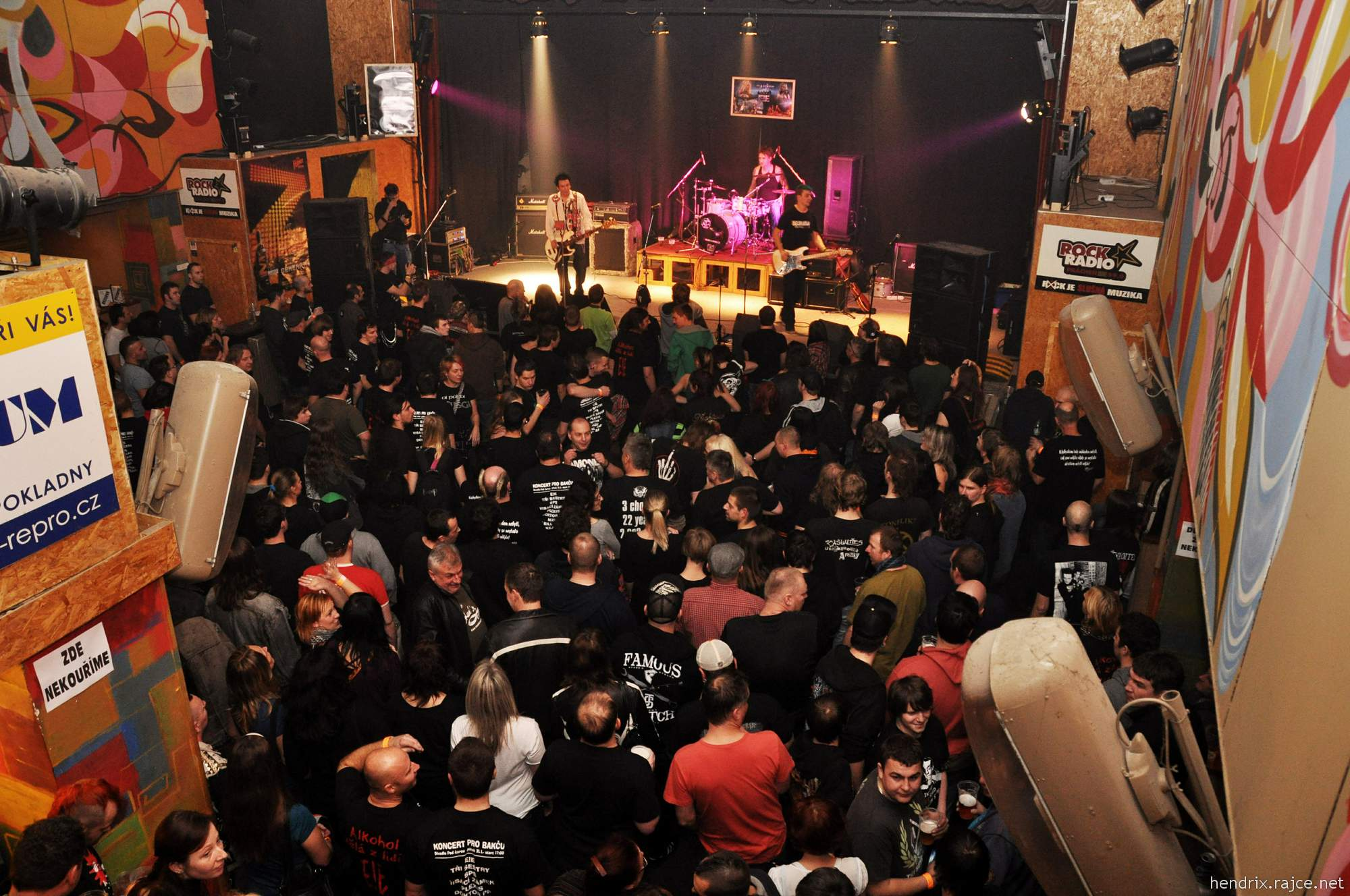
Hlavní sál Divadla Pod čarou

Spolek Pod čarou z. s. od svého vzniku v roce 2000 provozuje Divadlo Pod čarou, alternativní hudebně-divadelní klub, v objektu bývalého kina Svět. Pořádá koncerty, divadelní představení, dramatické, hudební, tvůrčí dílny a programy pro děti. Klub je využívaný také na plesy a divadelní přehlídky, jako je např. Šrámkův Písek či Duhové divadlo. Kulturních akcí uspořádá každoročně okolo 150. Poskytuje zázemí pro využití volného času obyvatel regionu – zkoušky kapel či dramatických souborů, a to vše s minimálními náklady. Pod čarou z. s. je založen na dobrovolnictví, má 20 členů – dobrovolníků a jen tři zaměstnance.

### Další
V Písku se také koná „Festival nad řekou“, kulturně-společenská akce zaměřená na prezentaci filmového umění.

## Pamětihodnosti
- Kamenný most v Písku
- Hrad Písek
- Kostel Narození Panny Marie
- Kostel Povýšení svatého Kříže
- Kostel Nejsvětější Trojice
- Kostel svatého Václava
- Kostel svatého Karla
- Městská elektrárna
- Sladovna
- Zemský hřebčinec
- Putimská brána
- Hotel Otava
- Památník Adolfa Heyduka
- Mariánské sousoší

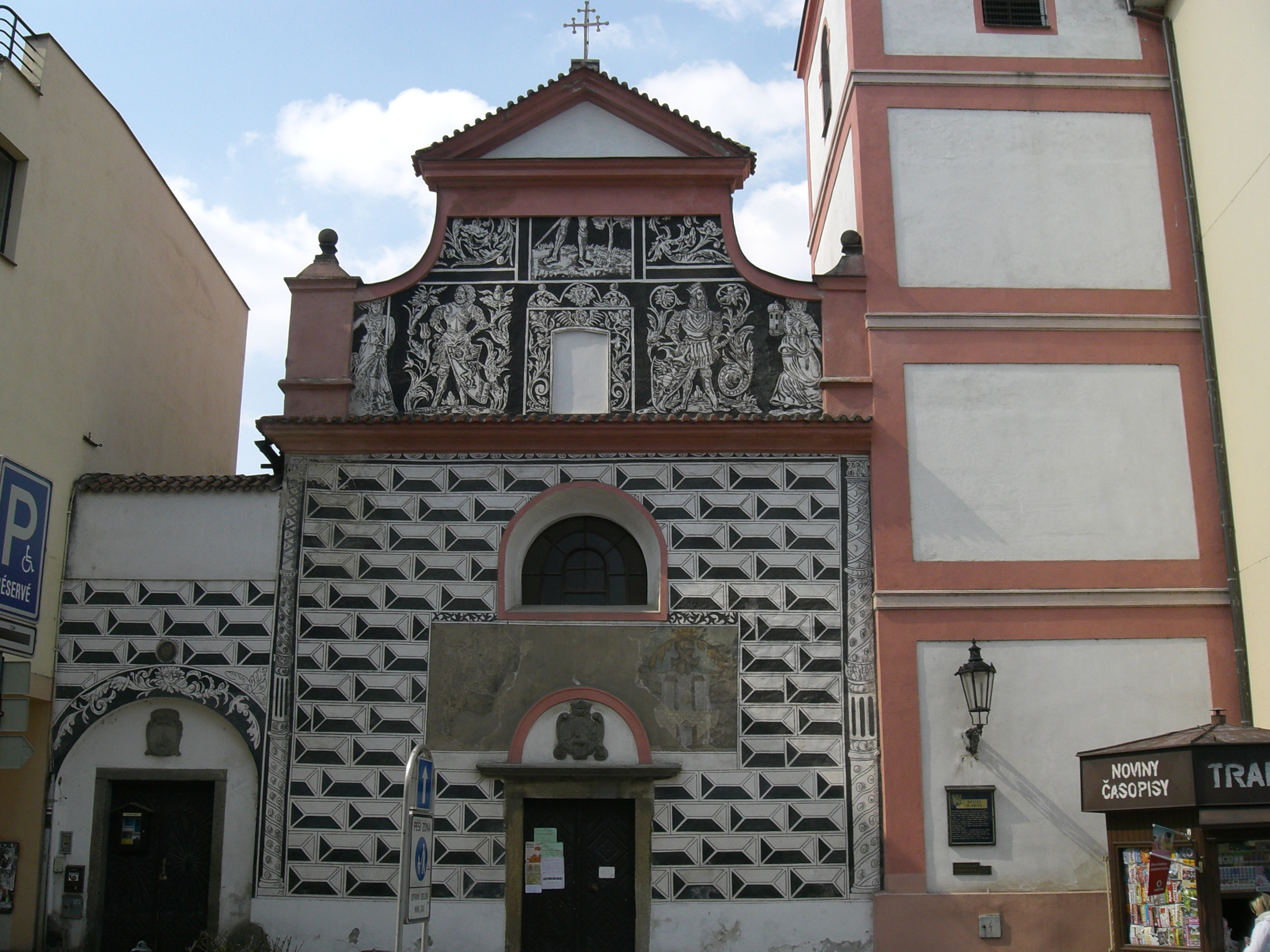
Kostel Povýšení svatého Kříže

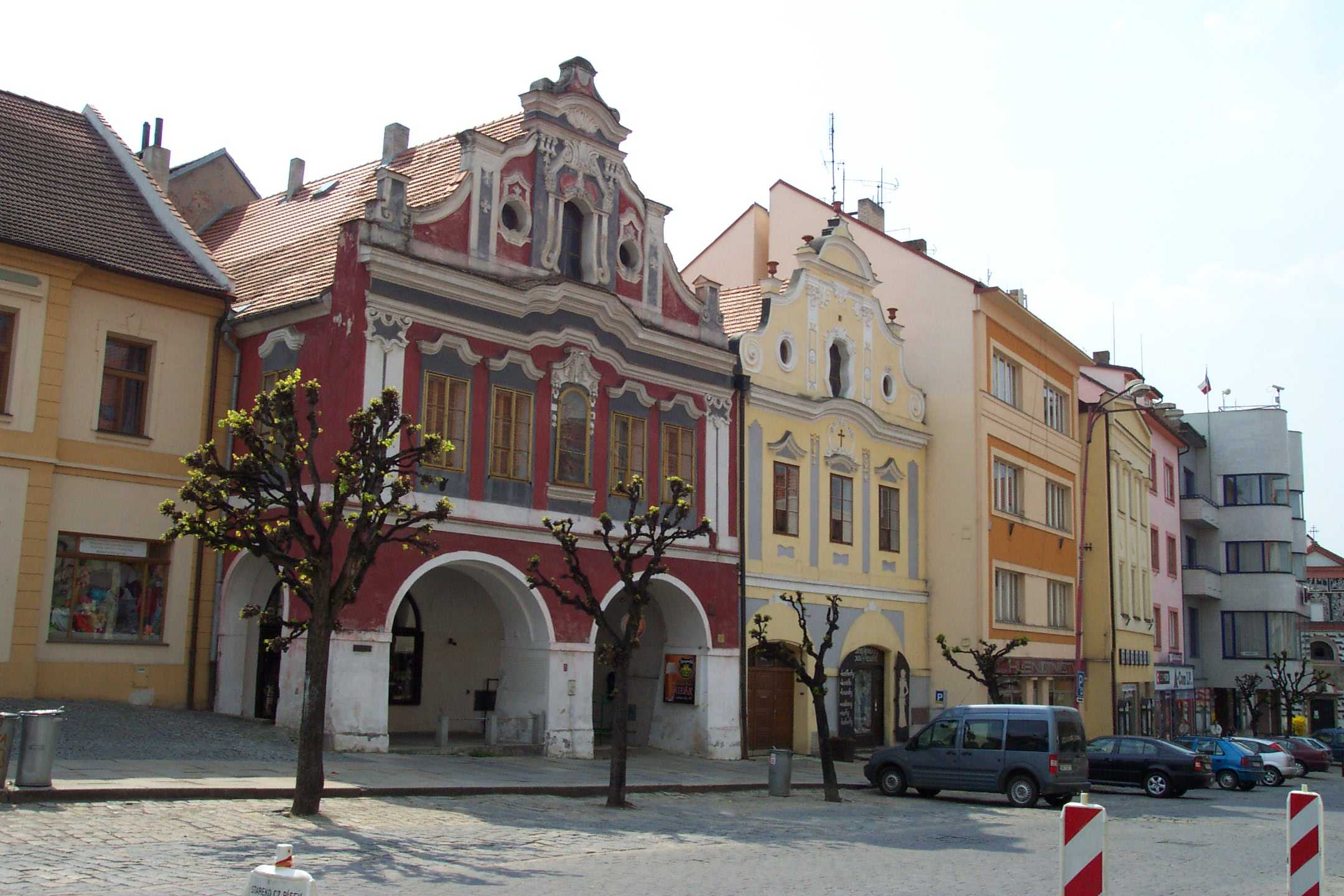
Barokní domy na Velkém náměstí

- Pomník padlým u Melegnana a Solferina[24]
- Dům čp. 1 – Dům Městské kompanie
- Reinerovský dům
- Palackého sady
- Písecké hory
- Lesnická naučná stezka
- Židovský hřbitov v Písku
- Synagoga v Písku
- Kaple Panny Marie Svatohorské
- Kaple Panny Marie Svatohorské
- Kaple Panny Marie
- Vojenský hřbitov[75]
- Meteorologický sloup[76]

## Sport

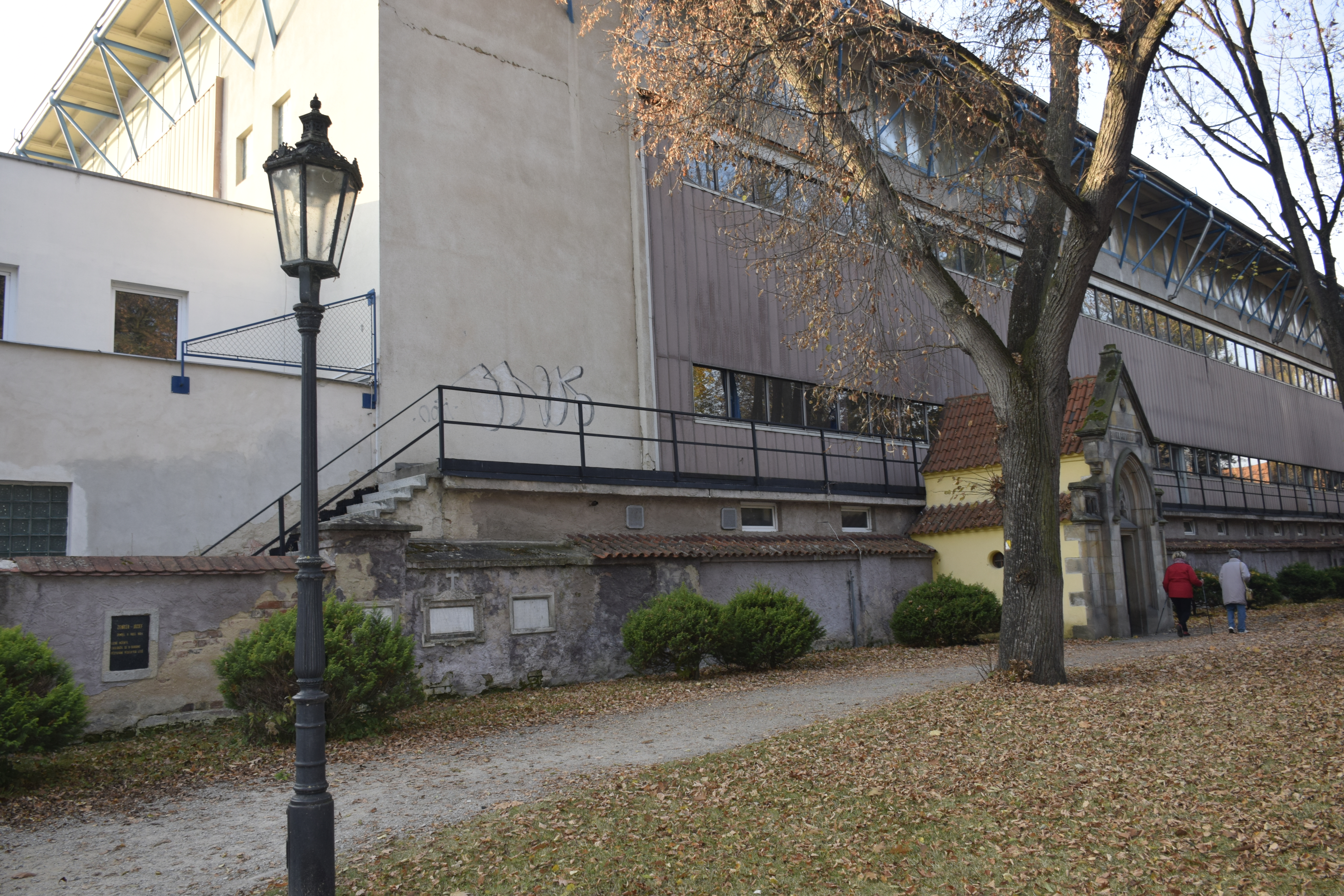
Zimní stadion

Největší úspěchy sbírá Písek v házené. V nejvyšší soutěži působí házenkářky Sokola Písek. Jejich dosavadním maximem byl zisk bronzových medailí v ligové sezóně 2011/12. Své domácí zápasy hrají v Hale Písek (dříve hala Jitex) v Tylově ulici.
Fotbalový klub FC Písek hraje třetí nejvyšší soutěž. Jeho dres oblékal i reprezentant Miroslav Slepička. Domovský stánek nalezl v Městském sportovním areálu, kde využívá "hřiště A", na jehož tribuny se vejde 1000 diváků. Součástí areálu je i lehkoatletický stadion (dříve vojenský sportovní stadion Dukla).
Ve městě působí i hokejový klub IHC Králové Písek, také ten hraje na třetí ligové úrovni. Již zaniklý vojenský klub VTJ Písek hrával i o ligu výš. Stejně jako další zaniklý klub TJ Jitex Písek, který se dokonce na jednu sezónu mihl v soutěži nejvyšší (1937/38), pod názvem SK Písek. Dokonce zde obsadil solidní čtvrté místo - přesto kvůli následné reorganizaci byl v dalším ročníku přeřazen do soutěží nižších. Sloučením VTJ a Jitexu roku 1990 vznikl současný klub IHC Králové. Hraje na Zimním stadionu Písek s kapacitou 4500 diváků. K odchovancům klubu patří hráči NHL Jan Rutta nebo Martin Hanzal.

## Panorama

Pohled z Husovy školy do okolí

Pohled z paneláku na sídliště Jih a okolí

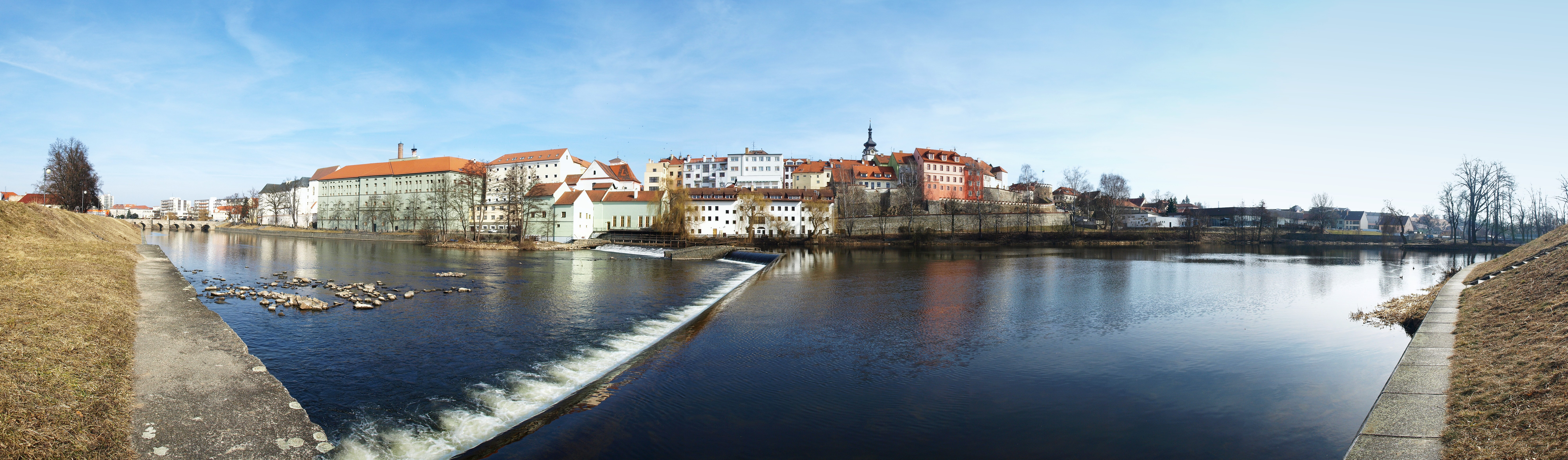
Pohled na město s řekou Otavou

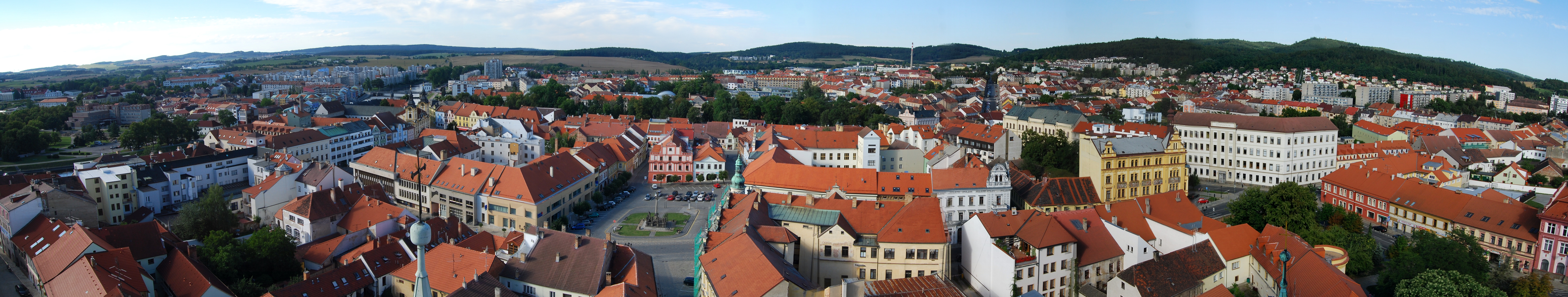
Pohled na centrum města z věže kostela

## Osobnosti

### Narozené v Písku
- Antonín Ausobský (1885–1957), architekt
- Petr Brukner (* 1943), herec, člen Divadla Járy Cimrmana
- Miloslav Cicvárek (1927–2007), malíř a sochař, cena Joana Miró 1968 a cena Ireny a Petera Ludwigových 1997
- Karel Čabrádek (1943), filmový scenárista
- František Daneš (1919–2015), jazykovědec, 1990–1994 ředitel Ústavu pro jazyk český Akademie věd České republiky
- František Roman Dragoun (1916–2005), portrétista
- Roman Dragoun (* 1956), zpěvák, klavírista a hudební skladatel
- Vladimír Dvořák (1925–1999), moderátor, textař, bavič
- Dominik Fey (1863–1950), architekt
- Moric Fialka (1809–1869), důstojník rakouské armády, novinář a překladatel
- František Filip (1930–2021), filmový a televizní režisér
- Josef Hála (* 1928), klavírista a hudební pedagog
- Dominik Halmoši (* 1987), hokejový brankář
- Martin Hanzal (* 1987), hokejista
- Josef Házr Písecký (1869-1947), pedagog, spisovatel, básník, povídkář a publicista
- Josef Chochol (1880–1956), projektant a urbanista
- Otakar Jeremiáš (1892–1962), hudební skladatel a dirigent
- Jiří Kantůrek (1932–1998), novinář a poslední ústřední ředitel Československé televize
- Jiří Kayser (Kaiser) (1918–2016), malíř, grafik
- Jana Klusáková (* 1941), rozhlasová a televizní moderátorka, publicistka a překladatelka
- Věra Komárková (1942–2005), horolezkyně a botanička
- Iveta Korešová-Luzumová (* 1989), házenkářka, nejlepší házenkářka České republiky (2011, 2013)
- Jiří Kotrba (* 1958), fotbalový trenér
- Pavel Kouba (* 1953), filosof, profesor Ústavu filozofie a religionistiky na FF UK
- Václav Krška (1900–1969), filmový režisér, dramatik a prozaik
- Iva Kubelková (* 1977), modelka, moderátorka a herečka
- Jaromír Malý (1885–1955), spisovatel, regionalista, redaktor
- Bohuš Matuš (* 1973), zpěvák
- Jan Matzner (1845–1915), středoškolský profesor, spisovatel a historiograf
- Dana Morávková (* 1971), herečka a moderátorka
- Jiří Mráz (1946–2021), známý také jako George Mraz, jazzový kontrabasista žijící v USA
- Jan Mukařovský (1891–1975), estetik a literární teoretik, čelný představitel české strukturalistické školy
- Stanislav Neckář (* 1975), hokejista
- Kateřina Neumannová (* 1973), běžkařka, olympijská vítězka a mistryně světa v běhu na lyžích
- Petr Onufer (* 1976), anglista, překladatel a literární kritik
- Arnošt Petráček (*1991), paralympijský plavec, držitel zlaté medaile z Paralympijských her
- Radek Pilař (1931–1993), grafik, malíř, režisér
- Václav Hladič Písecký (1482–1511), profesor řečtiny, děkan pražské univerzity
- Josef Pleskot (* 1952), architekt
- Martin C. Putna (* 1968), literární historik a kritik, komparatista, překladatel a pedagog Fakulty humanitních studií Univerzity Karlovy
- Marie Ryantová (* 1964), archivářka, historička, pedagožka
- Josef Rybák (1904–1992), komunistický publicista a novinář
- Jan Schneider (1934–2014), spisovatel, divadelník a redaktor
- Jiří Srnka (1907–1982), hudební skladatel
- Jan Stropnický (1796–1861), zakladatel občanské záložny v Písku
- Jindřich Šebánek (1900–1977), historik, archivář, profesor
- Dagmar Šimková (1929–1992), politická vězeňkyně komunistického režimu
- Jiří Škoch (1938–2022), fotograf
- Václav Špirhanzl (1857–1936), stavební podnikatel a politik, starosta města, poslanec zemského sněmu
- Tomáš Štětka (1855–1918), malíř starého Písku
- Václav Švejcar (1962–2008), malíř meditativních obrazů
- Josef Velenovský (1887–1967), malíř a fotograf
- Tomáš Verner (* 1986), krasobruslař, mistr Evropy 2008
- Richard Weiner (1884–1937), expresionistický básník, prozaik a publicista
- Antonín Otakar Zeithammer (1832–1919), staročeský politik a novinář
- Tomáš Zíb (* 1976), tenista

### Působící v Písku
- Mikoláš Aleš (1852–1913), malíř
- Jaromír Borecký (1869–1951), básník, překladatel, literární a hudební kritik, orientalista, ředitel knihovny
- Karel Cumpfe (1853–1931), klasický filolog, ředitel gymnázia
- František Doubek (1940–2011), ilustrátor, malíř, grafik
- Bedřich Dubský (1880–1957), archeolog
- František Gregora (1819–1887), hudební skladatel a pedagog
- Adolf Heyduk (1835–1923), básník
- Josef Holeček (1853–1929), spisovatel
- Jan Kodl (1855–1903), architekt
- Alois Laub (1896–1945), ruský legionář, důstojník čs. armády a odbojář; v Písku sloužil v letech 1928 až 1937
- Jan Zachariáš Quast (1814–1891), malíř, proslulý malbami miniatur na skle a porcelánu
- August Sedláček (1843–1926), historik
- Josef Věnceslav Soukup (1819–1882), učitel, hudební skladatel, malíř a odborný publicista
- Otakar Ševčík (1852–1934), houslový pedagog
- Fráňa Šrámek (1877–1952), básník, prozaik a dramatik
- Alois Ladislav Vymetal (1865–1918), hudební skladatel

### Pobývající v Písku
- Václav I.
- Přemysl Otakar II.
- Jan Lucemburský
- Karel IV.
- Václav IV.
- Jan Žižka
- Tomáš Garrigue Masaryk
- Emil Hácha
- Jaroslav Ježek (1906–1942), hudební skladatel

## Partnerská města
Partnerskými městy Písku jsou:
- Bad Leonfelden[80]
- Caerphilly
- Deggendorf
- Lemvig
- Smiltene
- Veľký Krtíš
- Wetzlar

Písek má také přátelské vztahy s městem Jičín.